# マルタの歴史
本項ではマルタの歴史（マルタのれきし）について述べる。
マルタ島の歴史は非常に古く、人類が最初にマルタ島に入植したのは紀元前5,900年前頃である。マルタに最初に入植した人々は主に農耕民族であった。彼らは島で土地を耕し農耕を営んだが、彼らの耕作活動によりマルタの土壌は悪化し、人類が生活できる環境でなくなり放棄された。その後、紀元前3,850年前頃、再びマルタに人類が入植し、文明を成した。この時移住してきた人々は、マルタの地に ジュガンティーヤ神殿を始めとする巨石神殿を築いた。これらの神殿は世界最古の建造物の１つと考えられている。紀元前2,350年頃、これらの文明は滅んだ。しかしその後間も無く、青銅器時代の戦士たちがマルタに入植した。
マルタ島における先史時代は紀元前700年頃にフェニキア人によって植民されることで終わりを告げた。フェニキア人は紀元前218年にローマ共和政によって占領されるまでマルタ島を統治し続けた。その後マルタ島の統治者はローマ共和政・ローマ帝国・東ローマ帝国と続いたが、870年、北アフリカに勢力をはるアグラブ朝によって占領され、マルタ島はイスラム教国の勢力下に入った。11世紀にアラブ人によって入植されるまで、マルタ島の人口は希薄なものであった。1091年には南イタリアに勢力をはるノルマン人によって侵略され、それまでイスラム教国の支配下にあったマルタ島はノルマン人の勢力下に入ったことで徐々にキリスト教化されていった。そしてマルタ島はシチリア伯国の継承国家であるシチリア王国の支配下に入った。その後マルタ島は売りに出されて多くの封建領主や男爵たちに転売され、シュヴァーベン人の領主、アンジュー=シチリア家の領主、アラゴン連合王国、カスティーリャ王国、そしてスペイン帝国へと統治者が変遷した。しかしマルタ島の統治は現地の有力者たちの統治組織Universitàによって行われた。
16世紀、マルタ島はスペイン帝国からホスピタル騎士団に譲り渡された。ホスピタル騎士団はシチリア王国の属国としてマルタを統治し、1565年にはマルタ島を制圧しようとしたオスマン帝国の包囲を受けるもこれを撃退した。その後騎士団は約2世紀に渡り島を統治した。ホスピタル騎士団統治下のマルタ島は芸術活動や建築における全盛期となり、社会的にも飛躍的に発展した。そんなマルタ島の繁栄はフランス第一共和政の侵攻により終わりを告げた。1798年、フランスの将軍ナポレオン率いるフランス軍にマルタ島は占領され、それから数ヶ月に渡りフランス共和政の勢力下に置かれた。
フランスによるマルタ島統治が始まって数ヶ月が経った頃、マルタ人の反乱組織がマルタ島を包囲し、グレートブリテン王国・ポルトガル王国・ナポリ王国の支援のもとで島内のフランス軍が一掃された。そしてマルタ島はイギリスの保護下に置かれた。その後1813年、イギリスはそのままマルタ島をイギリスの直轄植民地とした。このイギリスによるマルタ島統治は1814年にパリで開催されたパリ会議で承認された。イギリスの統治下に入ったマルタ島はイギリス海軍の重要な軍事基地となり、イギリスの地中海艦隊の拠点としての役割を果たした。しかしイギリスが島を軍事拠点としてしまったがために第二次世界大戦中には枢軸国側の軍勢に攻められ、1942年には枢軸国に包囲される事態となった。枢軸国に対して果敢に戦ったマルタの人々を称し、1942年、時のイギリス王ジョージ6世はマルタ島と全てのマルタ国民に対してジョージ・十字勲章を授与した。このジョージ・クロスは現在のマルタの国旗にも掲げられている。マルタ直轄植民地では1921年-1933年・47年-58年・62年-64年にかけて自治が行われた。
1964年、マルタ直轄植民地は英連邦王国自治領マルタ国として独立を果たした。1974年にはエリザベス女王を女王とする君主制から共和制へと移行し、現在のマルタ共和国となった。2004年には欧州連合に加盟した。

## 古代

### フェニキア人とカルタゴ

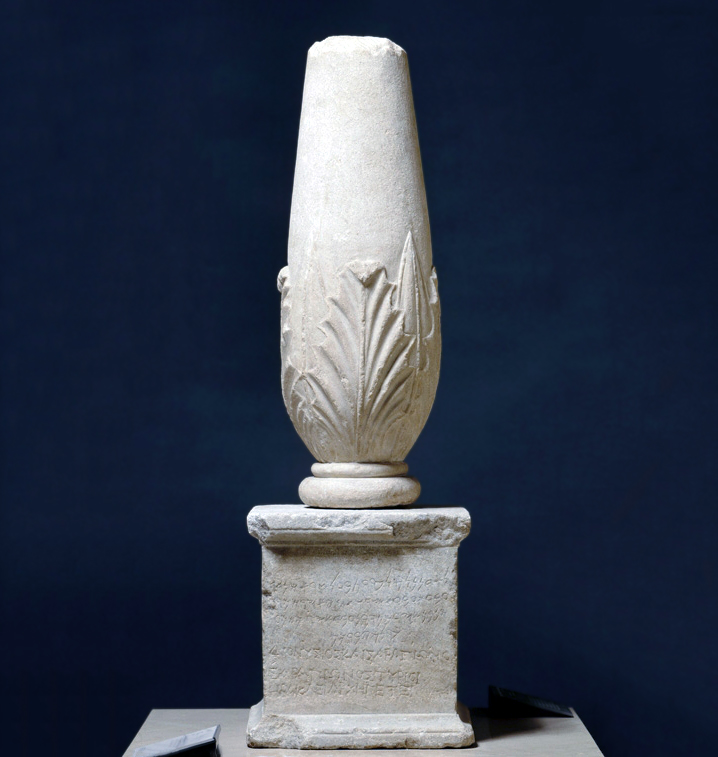
マルタで発見されたメルカルトのチッピの1つ

フェニキア人（タイア出身）と思われる人々は、前8世紀初頭にこの島々を植民地化し、そこから地中海の探検と交易を拡大した。マルタ島のラバトとゴゾ島の同名の町でフェニキア人の墓が発見されており、当時の主な都市は現在のマルタ島のイムディーナとゴゾ島のチッタデラであったと考えられている。かつての集落は安全な避難所を意味するマレスと呼ばれ、島全体がその名で呼ばれるようになった。
マルタ諸島は、紀元前6世紀半ば頃、西地中海の他のほとんどのフェニキア人の植民地とともに、カルタゴの覇権下に置かれた。紀元前4世紀後半までに、マルタは南イタリアとシチリアをトリポリタニアに結ぶ交易所となった。その結果、建築や陶器にヘレニズム的な特徴が取り入れられ、マルタはヘレニズム化した。マルタが伝統的なギリシャの「アポイキア」のように定住したかどうかは不明であるため、マルタがギリシャの植民地ではなかったと主張する人もいる。ヘレニズム建築の特徴は、タスシルイトのプニキア神殿とジュリエックの塔に見ることができる。メルカートのチッピで見つかったフェニキア語とギリシャ語の二ヶ国語の碑文が証明するように、マルタではギリシャ語も使われ始めた。18世紀、フランスの学者ジャン=ジャック・バルテルミは、これらのチッピの碑文を使用して、絶滅したフェニキア文字を解読した。紀元前255年、ローマ人は第一次ポエニ戦争中にマルタを襲撃し、島の大部分を壊滅させた。

### ローマによる支配

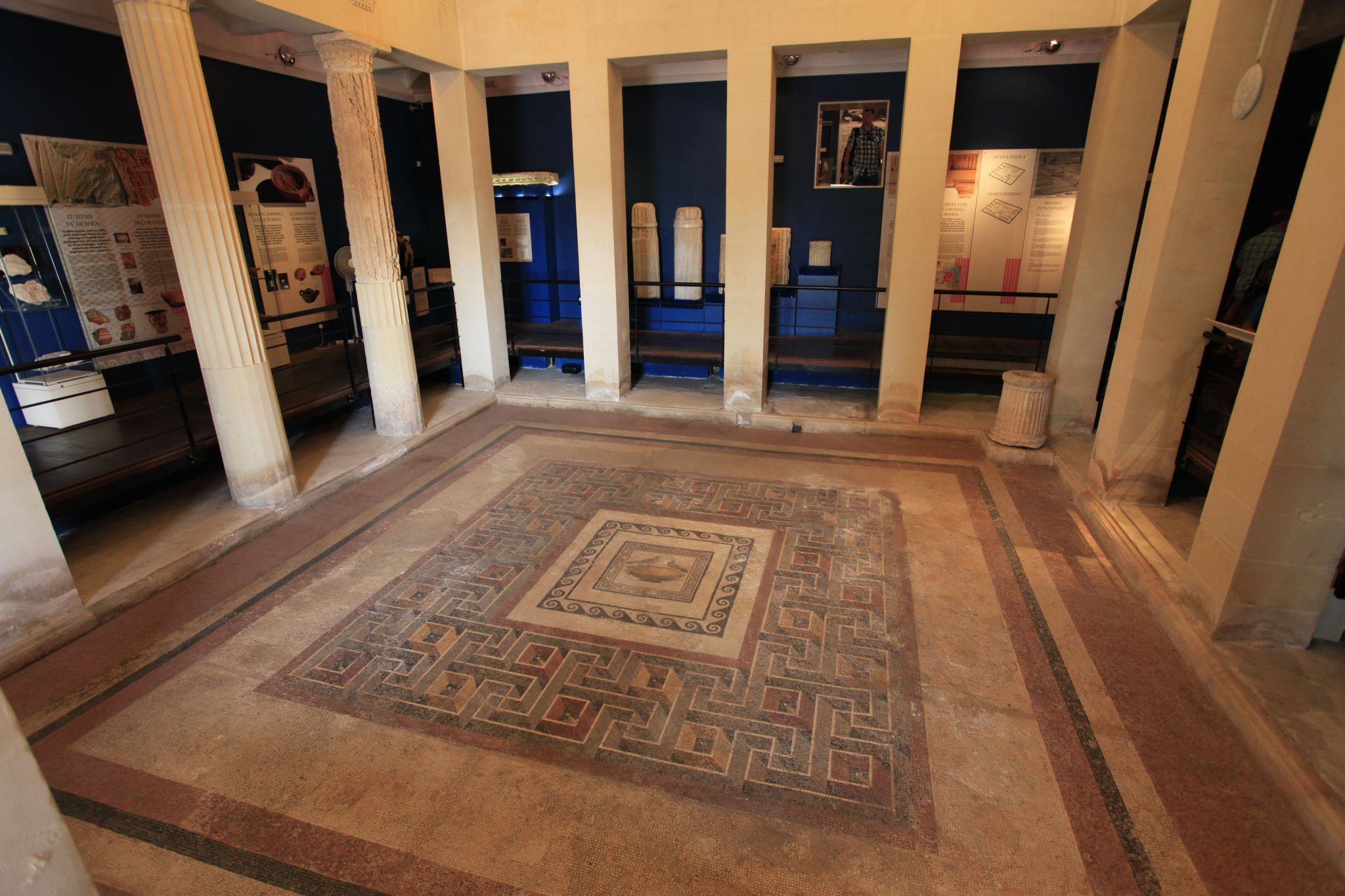
古代メリテのDomvsRomanaのローマ時代のモザイク

ラテンの歴史家リヴィによれば、マルタ諸島は紀元前218年の第二次ポエニ戦争の開始時にローマ人の手に渡った。リヴィが書いたように、島のポエニ駐屯軍の司令官は、北アフリカに向かう途中のその年の2人の執政官の1人であるティベリウス・センプロニウス・ロングスに抵抗することなく降伏した。群島はシチリア州の一部になったが、1世紀まで独自の上院と人民の集会があった。この時までに、マルタとゴゾの両方がローマの重量測定に基づいて独自のコインを鋳造した。
ローマ時代、ポエニ族の都市マレスはメリテと呼ばれるようになり、この島の行政の中心地となった。その規模は最大になり、現在のイムディーナの全域とラバトの大部分を占め、現在の聖パウロ教会まで広がっていた。遺跡から、この都市は厚い防御壁で囲まれ、さらにその真上に作られた聖リタ通りと同じ線上にある防護溝によって守られていたことが分かる。岬の一番高いところには、幾つもの寺院がある宗教的な中心地が築かれていたことが、遺跡からうかがえる。ドムヴス・ロマーナとして知られる印象的な住居跡が発掘され、保存状態の良いポンペイ様式のモザイク画が発見された。このドムスは、ローマの裕福な貴族の住居だったようで、紀元前1世紀に建てられ、紀元後2世紀には放棄されたと考えられている。

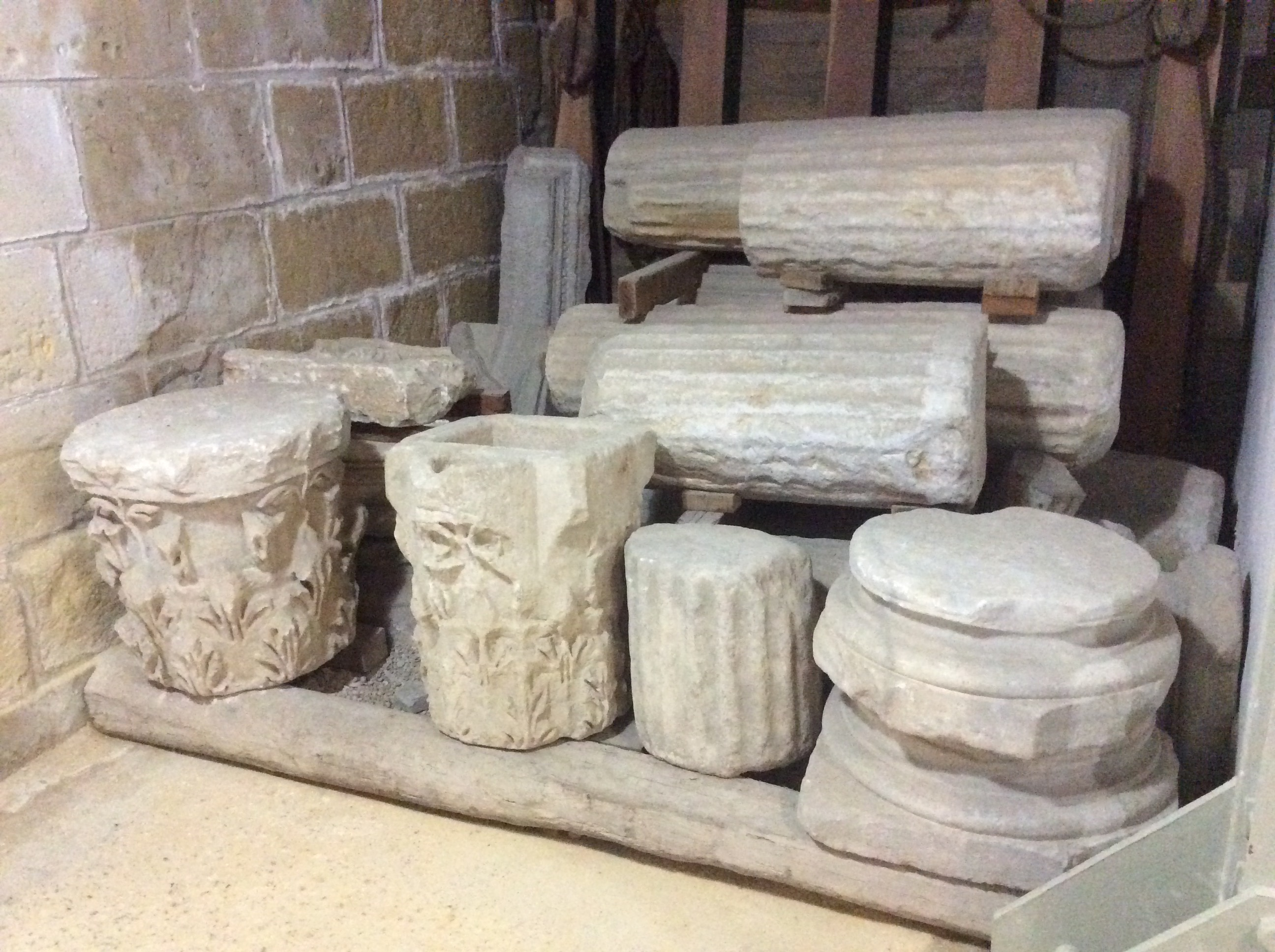
ギリシャ・ローマ時代の遺構はマルタ海事博物館に残っている。

島々はローマの支配下で繁栄し、最終的にはムニキピウムとフォデラータ・シヴィタスとして区別されるようになった。多くのローマ時代の遺物がまだ存在しており、マルタの住民とシチリア島の間の密接な繋がりを証明している。ローマの支配の期間を通して、ラテン語はマルタの公用語になり、ローマの宗教が島々に導入された。しかし、地元のポエニズム-ヘレニズムの文化と言語は、少なくとも1世紀まで生き残ったと考えられている。西暦60年、使徒言行録は、聖パウロがメリテという名前の島で難破したことを記録されており、多くの聖書学者やマルタ人がマルタと混同している。難破船は、その名も「セント・ポールズ・ベイ」の海岸で起こったという伝統がある。
マルタは紀元6世紀初頭までローマ帝国の一部だった。ヴァンダル人とその後の東ゴート族は5世紀に島を一時的に占領した可能性があるが 、これを裏付ける考古学的証拠はない。

### ビザンツ帝国による支配

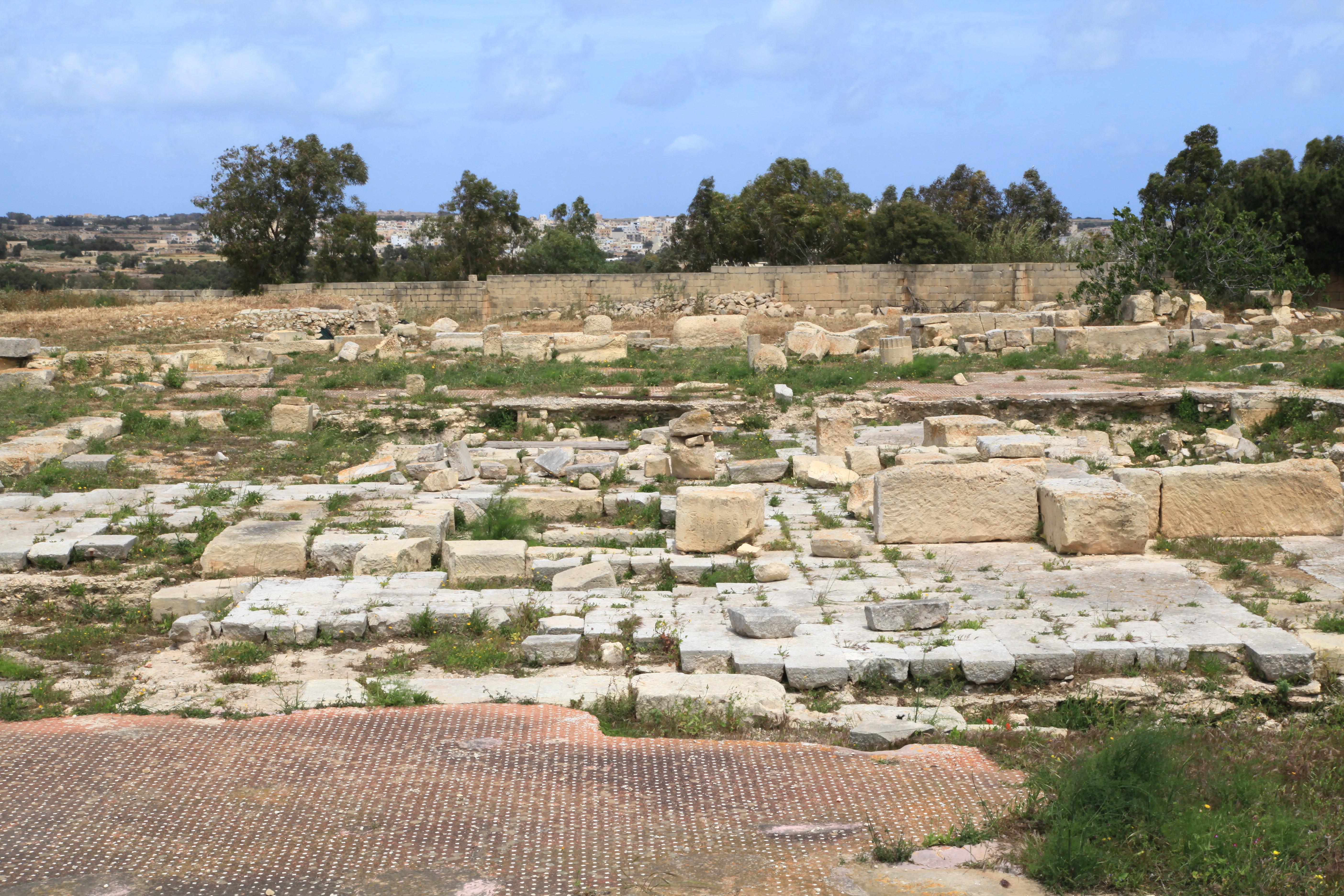
Tas-Silġにあるビザンチンの大聖堂の遺跡。これは、初期の巨石とポエニのローマの神殿の跡地に建てられた。

533年、ビザンツ帝国の将軍ベリサリウスはシチリアから北アフリカに向かう途中でマルタに上陸した可能性があり、535年までに、島々はビザンツ帝国のシチリア州に統合された。ビザンチン時代の主な居住地は、マルタ本土のメリテとゴゾのシタデルで、マルサクスロック、マルサスカラ、マルサ、スレンディなどが港として機能していたと考えられてる。マルタで発見された比較的多くのビザンティン陶器は、6世紀から8世紀にかけて、この島が帝国内で重要な戦略的役割を担っていた可能性を示唆している。7世紀後半以降、地中海はイスラム教徒の拡大によって脅かされた。この時点で、ビザンツ国はマルタの防御を改善した。これは、8世紀頃にタスシリの大聖堂の周りに建てられた防御壁に見られる。ビザンティン人は、メリテを元の3分の1に縮小するための塹壕も作った可能性もある。

## 中世

### アラブ時代

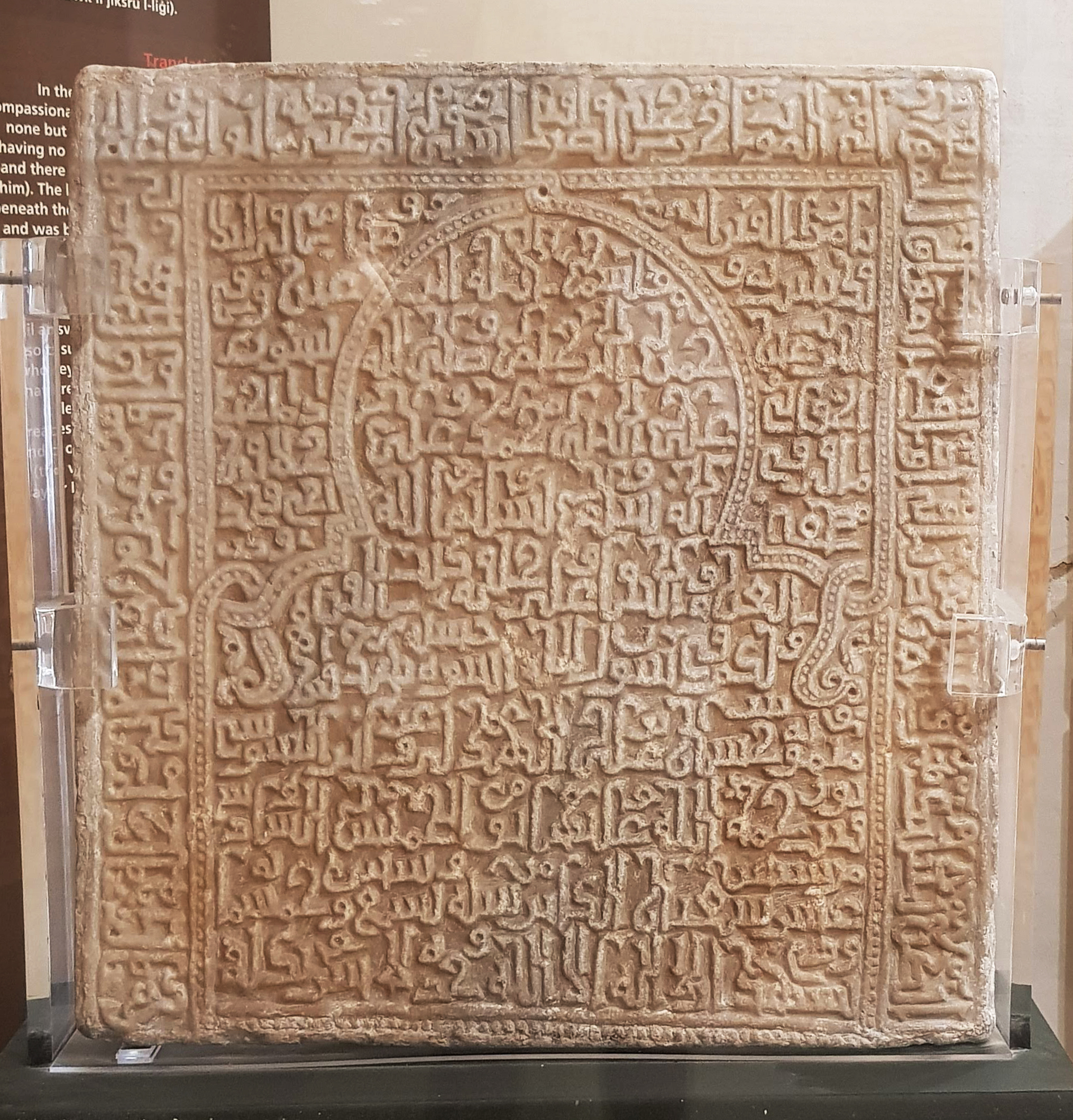
ゴゾ島で発見されたと考えられている12世紀の大理石の墓石であるMaymūnahStone

西暦870年、マルタは北アフリカのイスラム教徒に占領された。アル・ヒムヤリーによれば、ハラフ・アル・ハディムが率いるアグラブ朝が、アムロス知事（おそらくアンブロシオス）が統治していたビザンツ帝国の都市メリテを包囲した。アル・ハディムは戦闘で死亡し、サワーダ・イブン・ムハンマドがシチリアから派遣されて包囲を継続した。包囲の期間は不明であるが、おそらく数週間から数ヶ月に及んだと思われる。メリテが侵略者の手に落ちた後、住民は虐殺され、街は破壊され、教会も略奪された。メリテの教会の大理石は、スースの城を建てるために使用された。アル・ヒムヤリーによれば、マルタは1048年か1049年頃にイスラム教徒の共同体とその奴隷によって再定住されるまでほとんど人が住まないままだった。彼らはメリテの街をメディナとして再建し、「以前よりも立派な場所」にしたという。しかし、考古学的証拠によれば、11世紀初頭には既にメリテ／メディナはイスラム教徒の集落として繁栄していたとされており、アル・ヒムヤリーの記述は信憑性に欠けるかもしれない。1053年から54年にかけて、ビザンツ帝国はメディナを包囲したが、守備隊によって撃退された。彼らの支配は比較的短かったが、アラブ人はマルタに大きな影響を残した。彼らの言語であるシクロ・アラビア語に加えて、綿、オレンジ、レモン、そして灌漑における多くの新しい技術が導入された。これらの幾つかは、ノリア（水車）のように、今日でもそのまま使われている。マルタの多くの地名はこの時代に遡る。

### ノルマン・シチリア王国の支配

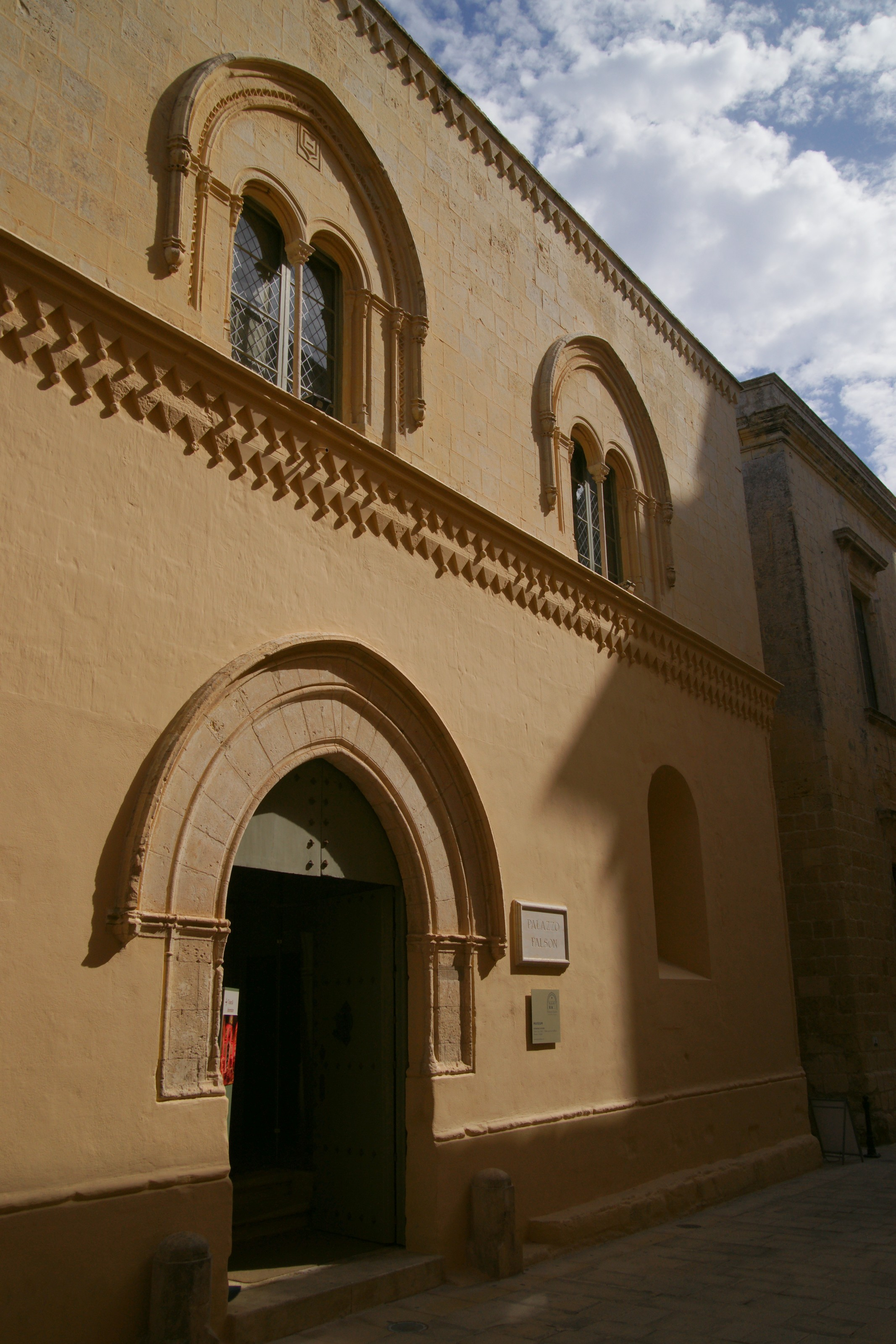
15世紀後半から16世紀半ばに建てられたパラッツォファルゾン。イムディーナで2番目に古い現存する建物。

マルタはノルマン人による征服でキリスト教の支配に戻った。シチリア島の南端にあるノートとともにアラブの最後の拠点として、復活したキリスト教徒に奪還されたのである。1091年、シチリアのルッジェーロ1世伯爵はマルタに侵攻し、島のイスラム教徒の支配者を家臣にした。1127年、彼の息子ルッジェーロ2世はマルタでノルマン人の支配を完全に確立し、島々のキリスト教化への道を開いた。この間、マルタは様々な封建領主や男爵に売買され、シュヴァーベン、アンジュー、アラゴン王家、カスティーリャ王家、スペインの支配者に次々と支配されることになった。やがて、当時マルタを支配していたアラゴン王室は、1479年にカスティーリャと合邦し、マルタはスペイン帝国の一部となった。一方、マルタの行政は地元貴族の手に委ねられ、彼らは「ウニベルシタ」と呼ばれる統治機構を形成した。アラブの統治が終わった後も、島には主にイスラム教徒が住んでいた。アラブの行政も維持され 、イスラム教徒は13世紀まで自由に宗教を実践することが許されていた。ノルマン人は、首長がラバや馬、軍需品で年貢を納めることを条件に、政権を維持することを許した。このような好ましい環境の結果、イスラム教徒はキリスト教の征服後、少なくともさらに150年間、人口的にも経済的にもマルタを支配し続けた。
1122年、マルタはイスラム教徒の蜂起を経験し、1127年にシチリアのルッジェーロ2世がマルタを再征服した。 
1175年、神聖ローマ皇帝フリードリヒ1世の使節であるストラスブール司教バーチャードは、短いマルタ訪問で、専らまたは主にイスラム教徒が住んでいたという印象を持っていた。
1192年、タンクレーディはブリンディジのマルガリートゥスを初代マルタ伯に任命した。おそらく、コンスタンス皇后を捕らえるという予想外の成功が、王位継承の条件となったのだろう。1194年から1530年の間に、シチリア王国はマルタ諸島を支配し、マルタで完全なラテン語化のプロセスが始まった。ノルマン人の征服は、それまでのそれぞれの東方正教会とイスラム教の支配を経て、マルタのローマ化、ラテン化、その後のローマカトリックの確固たる定着に繋がっていった。しかし、1224年まで、社会の強力なイスラム教徒のセグメントが残っていた。
1224年、神聖ローマ皇帝フリードリヒ2世は、マルタに対して遠征隊を派遣した。マルタのイスラム教徒がシチリア王国内でのイスラム教徒の反乱を支援するのを防ぎ、王室の支配を確立するのが目的である。
ノルマン人の征服後、1223年にチェラーノの町の男性人口全員がマルタに流され、1240年にはノルマン人とシチリア人の駐屯地がマルタに置かれ、1372年から1450年にはシチリアからの貴族がマルタに定住するなど、主に北部（シチリアとイタリア）からの移民によってマルタ島の人口は増加し続けていった。この結果、Capelliらは2005年に、「マルタの現代男性は、シチリア島やカラブリアまでの南イタリア出身である可能性が最も高い 。」と発表している。 
ジェノバ時代にシチリア島のフレデリック2世の王室総督だったジルベルト・アバーテが1240年か1241年に発表したマルタ県の報告によると、その年のマルタ島とゴゾ島には、イスラム教徒836世帯、キリスト教徒250世帯、ユダヤ教徒33世帯がいたという。
1249年頃、一部のマルタのイスラム教徒は、シチリアのイスラム教徒のために設立されたイタリアのルチェーラ植民地に送られた。このイブン・ハルドゥに従う追うゴッドフリー・ウェッティンガーを含む一部の歴史家にとって、この出来事はマルタでのイスラム教の終わりを意味した。ウェッティンガーによれば、「アンジュー帝国時代の初めまでに（すなわち、1249年の直後に）、公言されたイスラム教徒のマルタ人が自由人として、あるいは島に農奴としてさえ残っていなっかたことは間違いない。」と言っている。しかし、多数のキリスト教徒が既にマルタ語を話しているか、多くのイスラム教徒が改宗して、マルタ語は存続した。
1266年、マルタはフランス国王ルイ9世の弟、アンジュー家のシャルルに領有権が移り、1283年まで所有された。シャルルはローマ・カトリック以外の宗教に不寛容だったのでマルタの宗教的共存は不安定になった。しかし、マルタとアフリカとの繋がりは、シチリア晩祷戦争後の1283年にアラゴンとスペインの統治が始まるまで、依然として強いままだった。
1429年9月、ハフス朝のサラセン人はマルタを占領しようとしたが撃退された。侵略者は地方を略奪し、約3000人の住民を奴隷として連れて行った。
15世紀末には、マルタのイスラム教徒は全員キリスト教への改宗を余儀なくされ、ラテン語化したり新しい姓を採用したりして、それまでの身分を偽る方法を探さなければならなかった。 

## 聖ヨハネ騎士団による支配（1530–1798）

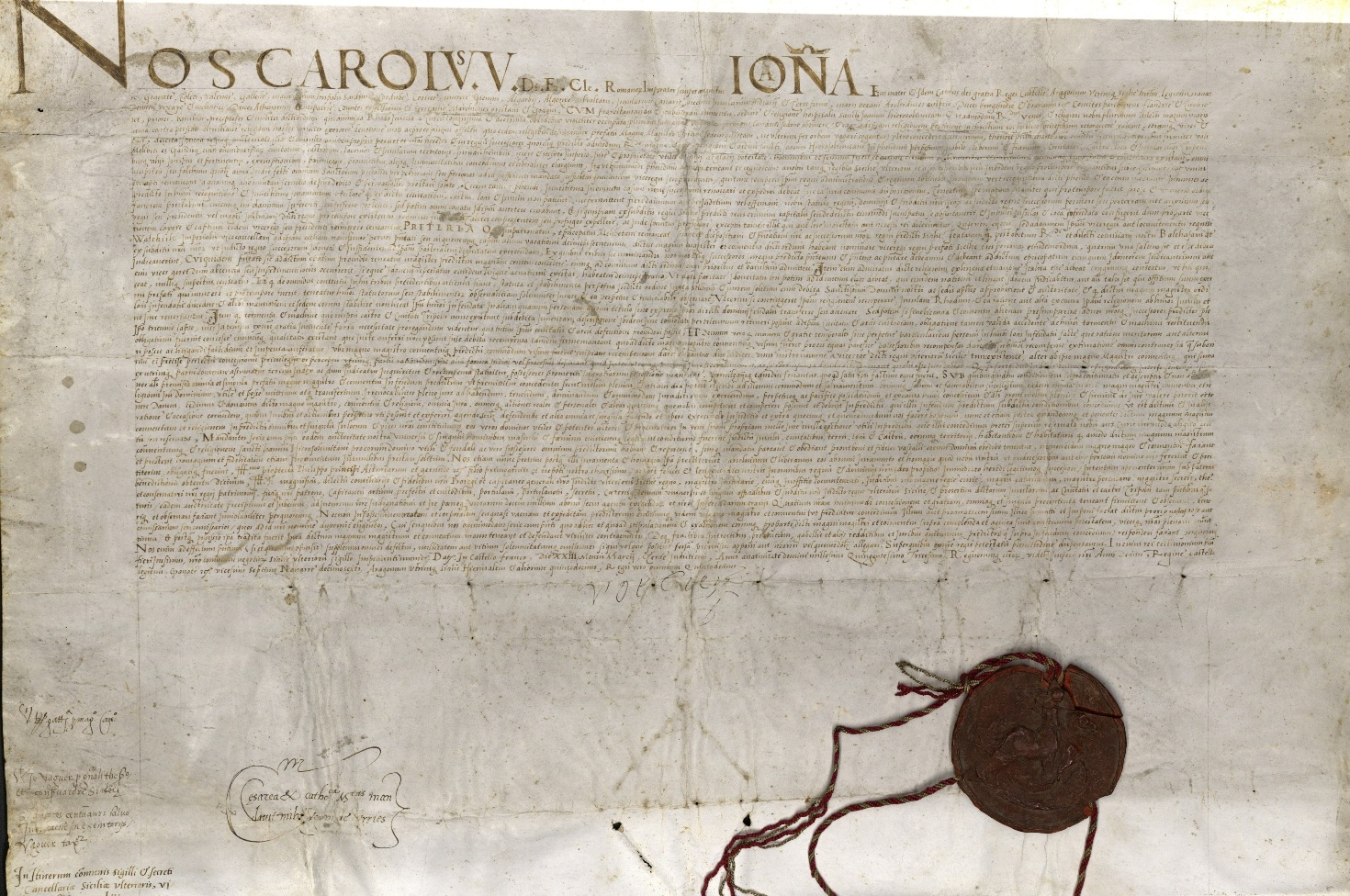
マルタ、ゴゾ、トリポリの島々を聖ヨハネ騎士団に寄付するカール5聖皇帝による証書。1530年。

マルタは、1530年から1798年まで、シチリア王国の家臣国家として聖ヨハネ騎士団によって統治されていた。

### 統治初期

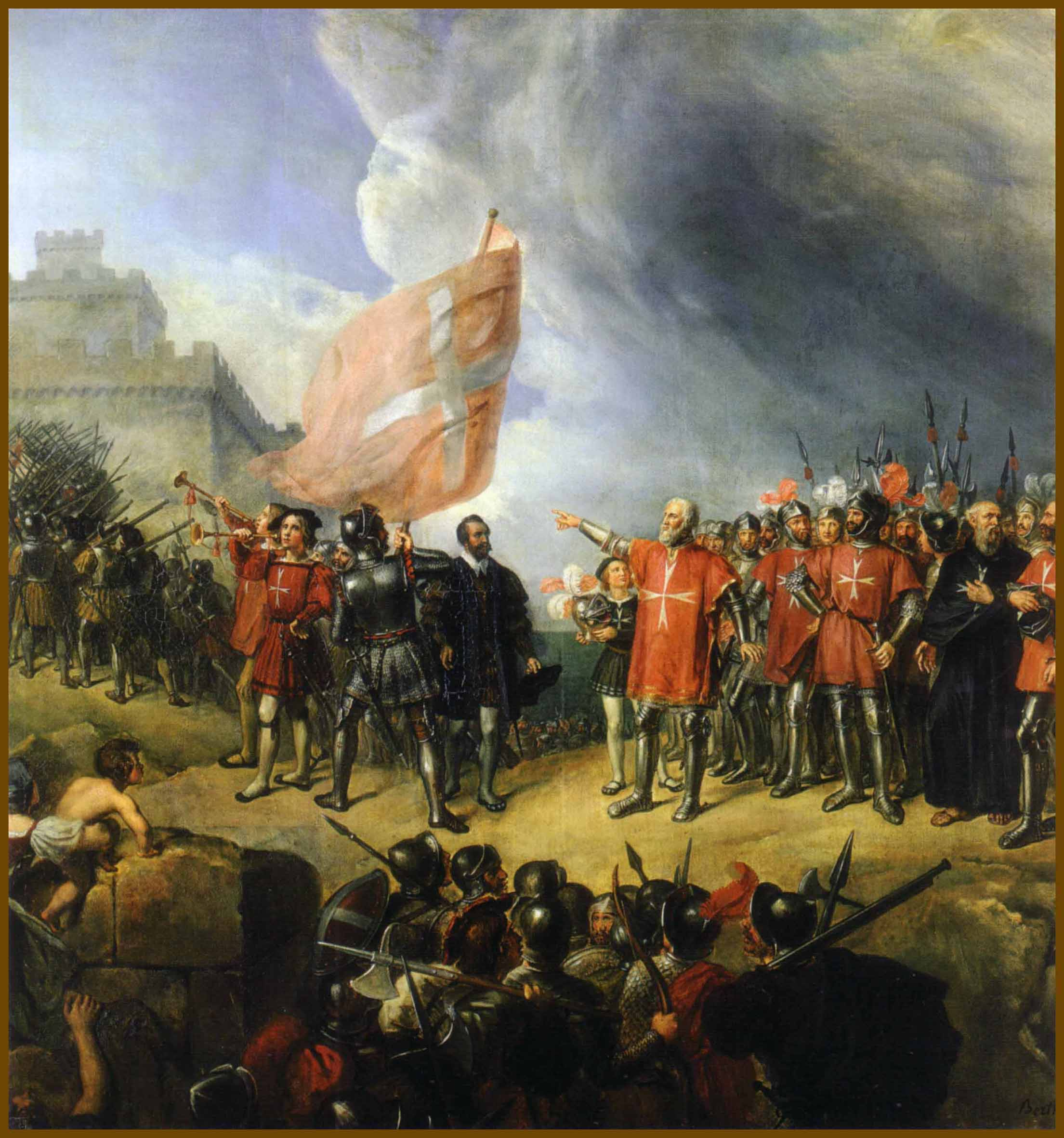
フィリップ・ヴィリエ・ド・リル・アダムがマルタ島を占領、26歳 1530年10月ルネテオドールベルトン

16世紀初頭、オスマン帝国はこの地域勢力を拡大し、南東ヨーロッパにまで到達した。スペインの王カルロス1世は、ローマがトルコ人の支配下になった場合、キリスト教ヨーロッパの終わりになることを恐れていた。1522年、スレイマン1世は聖ヨハネ騎士団をロードス島から追い出した。彼らはヨーロッパの各地に分散した。ローマを南からの侵入から守りたい、1530年、南方からの侵略からローマを守ろうとしたカルロス1世は、島々を騎士団に譲り渡した。この有名な「マルタ騎士団」は275年もの間島を治め、イタリア語を公用語にした。彼らは町や宮殿、教会、庭園、要塞などを建設し、数々の芸術作品によって島を装飾し、文化遺産を充実させた。
聖ヨハネ騎士団は、もともと聖地への道筋に前哨基地を設置し、どちらへ向かうか分からない巡礼者を支援するために設立された。多くの紛争が発生したため、医療援助が主な任務の一つとなり、現在でも救急車や救急団体に八芒星が広く使用されている。多くの人命を救った見返りとして、騎士団は新たに征服した多くの領土を防衛する必要があった。また、巡礼者を保護する必要性から、騎士団は強力な軍事部門を持つようになった。やがて、騎士団は強く、豊かになり、医療が1番、軍事が2番だった優先順位は逆転した。騎士団は地中海沿岸を領地としていたため、船乗りとしても活躍した。
マルタから騎士団はオスマン帝国の海上攻撃を再開し、やがてスレイマン1世は騎士団への最後の攻撃を命じた。この時までに、騎士団は艦隊を収容するための優れた港を持っていたビルグの街を占領していた。ビルグはマルタの旧首都イムディーナと並ぶ当時主要な都市の1つであった。ビルグ周辺の防御が強化され、現在セングリアがあるもう一方の地点に新しい要塞が建設された。バレッタ市が現在立っている半島の先端に小さな砦が建設され、聖エルモ砦と名付けられた。

### マルタ大包囲戦

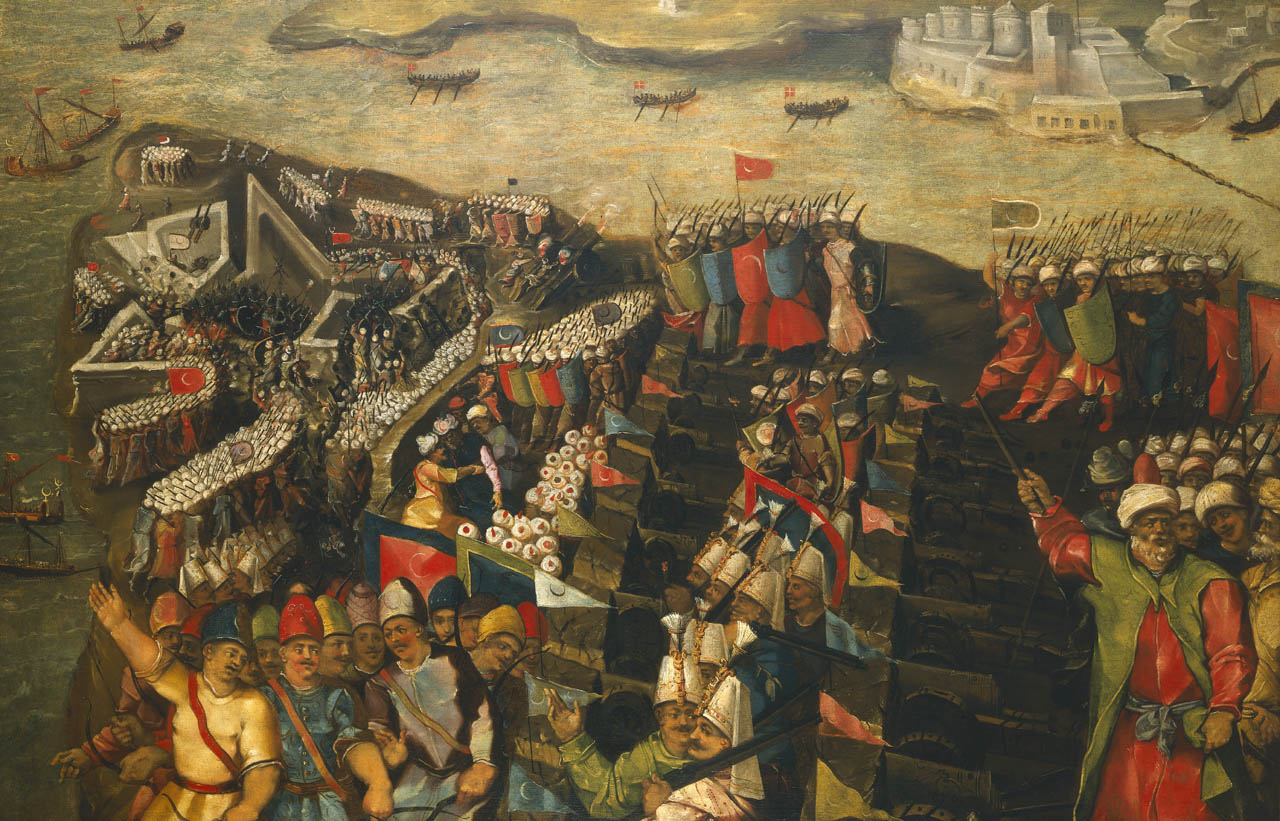
聖エルモ砦、1565年

1565年5月18日、スレイマン1世はマルタを包囲した。オスマン帝国の艦隊が到着するまでに、騎士団は可能な限り準備ができていた。最初に、オスマン帝国は新しく建てられた聖エルモ砦を攻撃した。オスマントルコの艦隊が到着するまでに、騎士団は万全の態勢を整えていた。まず、オスマン帝国は新しく建設されたセントエルモ砦を攻撃し、丸一ヶ月の戦いの後、砦は瓦礫と化し、兵士たちはトルコ人が命を絶つまで戦い続けた。この後、ビルグやセングレアの城砦を攻撃し始めたが、何の成果も得られなかった。
歴史上「大包囲網」と呼ばれるようになった、同年9月8日に終了した長期の包囲戦の後、冬の嵐が近づいてきたため、オスマン帝国は敗退を認めた。オスマン帝国は数週間で楽に勝てると思っていた。4万人の兵士が騎士団の9千人に立ち向かい、そのほとんどがマルタの兵士と武器を持ったただの市民であった。何千人もの兵士を失ったことは、彼らの士気を大いに低下させた。オスマン帝国は、それ以上マルタを征服しようとせず、スルタンは翌年に亡くなった。

### 包囲後

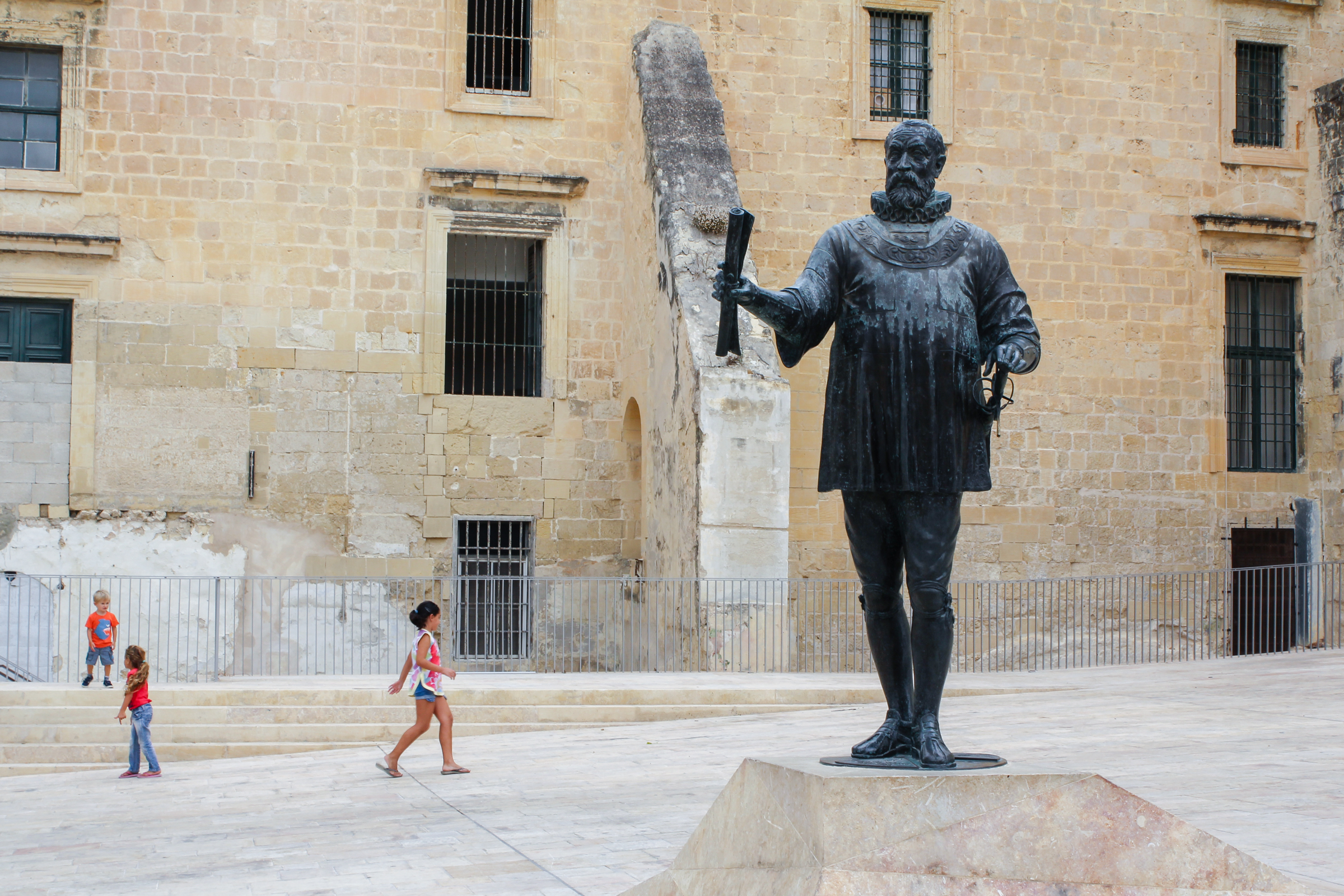
バレッタのジャン・ド・ヴァレットの記念碑

翌年、オスマン帝国が包囲中に基地として使用していたシベラス半島で、他に類を見ない要塞を備えた新しい都市が建設され、グランドマスター、ジャン・ド・ヴァレットに因んでバレッタと名付けられた。オスマン帝国が二度と攻撃することはなかったので、要塞は決して試練にさらされることはなく、今日でもこの時代の最も保存状態の良い要塞の1つである。
島の他の支配者とは異なり、聖ヨハネ騎士団は島の外に「母国」を持っていなかった。島が彼らの故郷であるからこそ、他のどの勢力よりも多額の投資を行ったのである。また、騎士団のメンバーは貴族の出身であり、聖地に向かう人々への奉仕によって、かなりの財産を蓄えていた。この時代の建築と芸術の遺跡は、マルタの歴史の中で最も偉大なものの一つとして残っており、特に「宝の山」と呼ばれるバレッタの街には、その名残がある。
しかし、彼らの主な存在理由がなくなったため、騎士団の栄光の時代は終わりを告げた。18世紀の最後の30年間で、騎士団は着実に衰退した。その背景には、最後のグランドマスターたちの贅沢な支配の結果、騎士団の財政が破綻してしまったことなどがある。このため、騎士団はマルタの人々からも不人気となった。
実際、1775年には「神父の蜂起」と呼ばれる反乱が起きている。反乱軍は聖エルモ砦とセントジェームス・キャバリエを占領したが、反乱は鎮圧され、指導者の何人かは処刑され、他の者は投獄されたり追放されたりしている。

## フランスの占領（1798–1800）

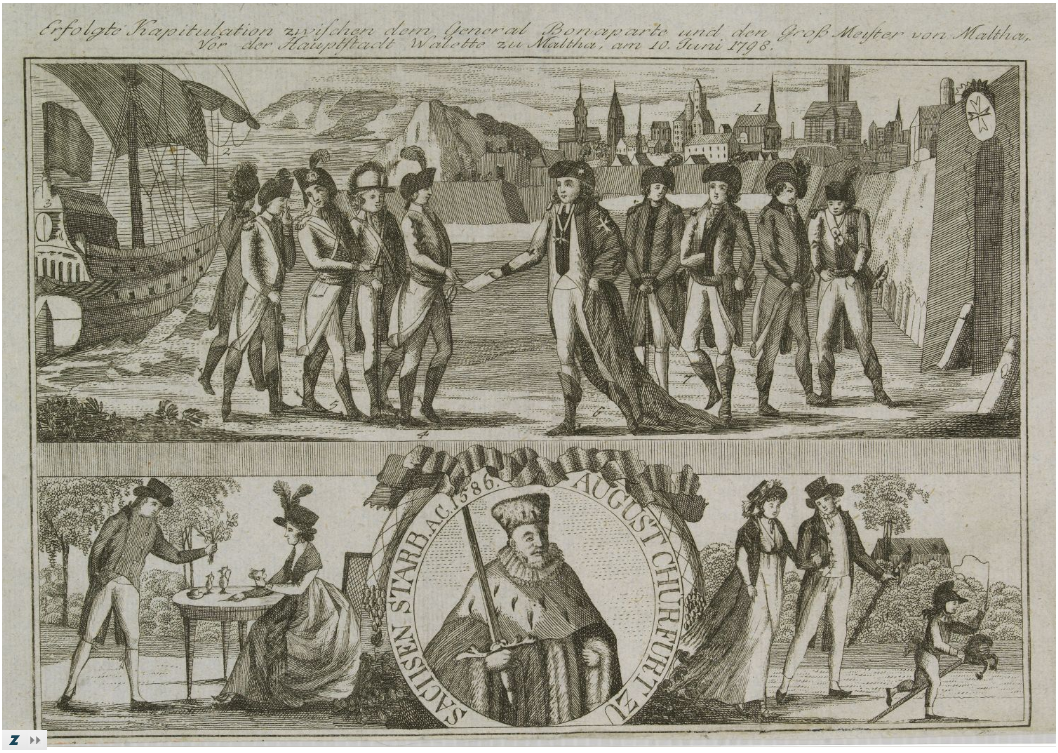
マルタからナポレオンへの降伏、1798年

1798年、ナポレオン・ボナパルトの遠征艦隊がエジプト遠征の途中、この地に立ち寄ったとき、騎士団の力は衰退し、その治世は終わった。ナポレオンは船に補給するための安全な港を求めたが、水の補給を拒否されたため、ナポレオン・ボナパルトはバレッタの丘を登る師団を送り込んだ。6月11日にグランドマスターホンペッシュは降伏した。翌日、条約が結ばれ、騎士団はマルタ島の主権をフランス共和国に譲り渡した。その見返りとして、フランス共和国は「ラシュタット会議でその信用を総動員し、グランドマスターが放棄したものと同等の公国を調達する」ことに同意した。6日間という短い滞在期間中に、ナポレオンは非常に多くの改革を成し遂げた。特に、政府委員会による新しい行政の創設、12の地方自治体の創設、財政行政の確立、全ての封建的権利と特権の廃止、奴隷制度の廃止、トルコ人奴隷全員（合計2000人）への自由の付与が挙げられる。司法面では、家族法が制定され、12人の裁判官が指名された。公教育は、ボナパルト自身が定めた原則に沿って組織され、初等・中等教育が提供された。15の小学校が設立され、大学に代わって「エコール・センター」が設置され、そこには、算術と立体幾何学、代数と立体解剖学、幾何学と天文学、力学と物理学、航海術、化学など、科学的な観点からの8つの講座が設置された。そして、マルタに相当な守備隊を残してエジプトに出航した。騎士団は地元のマルタ人からも不評を買っていたため、マルタ人は当初、フランスを楽観的に見ていた。しかし、この幻想は長くは続かなかった。フランスは数ヶ月のうちに修道院を閉鎖し、教会の宝物を押収した。特にジャン・ド・ヴァレットの剣は、パリでの1世紀を経て2017年にマルタに返還され、パリのルーヴル美術館に長年展示されていた。
マルタの人々が反乱を起こし、クロード＝アンリ・ベルグラン・ド・ヴォボア将軍のフランス守備隊はバレッタに退却した。地元民によるバレッタ奪還の試みが何度か失敗した後、英国に援助が求められた。イギリス軍は彼らの援助を求められた。ホレーショ・ネルソン後部提督は1799年、完全封鎖を決定。翌年にフランス軍守備隊は降伏し、マルタから撤退した。

## イギリス領マルタ（1800–1964）

### 19世紀から20世紀初頭のイギリス領マルタ

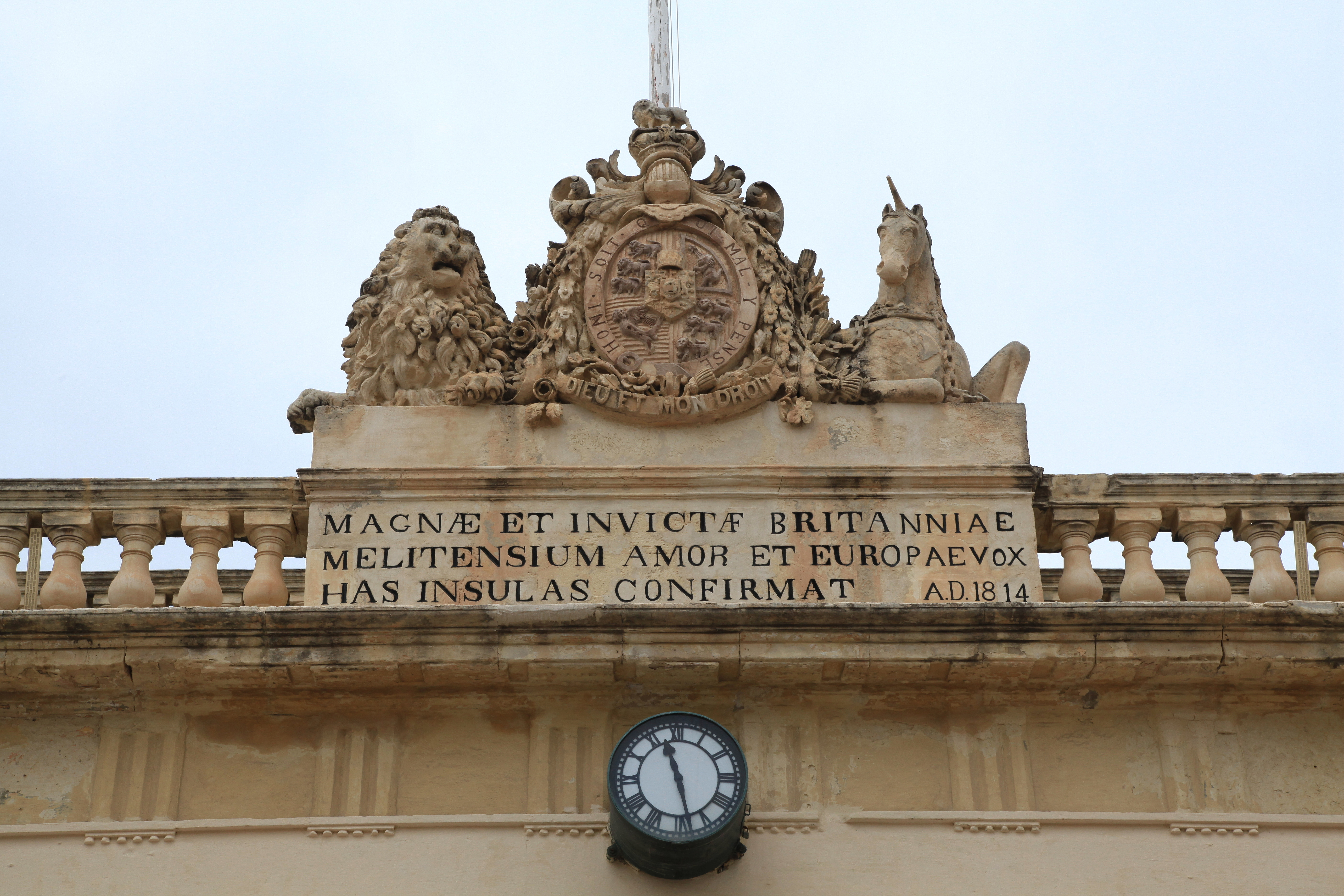
バレッタのメインガードビルにあるイギリスの国章。

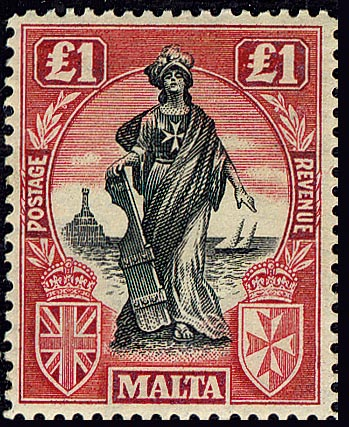
1ポンドの植民地時代の切手でのメリタの擬人化、1922年

1800年、マルタは保護領として大英帝国の一部となった。1802年のフランスとのアミアンの和約の条件の下で、英国は島から撤収することになっていたが、この義務を守ることができなかったため、条約は破棄され、両国間の戦争が再開された。
当初、島はそれほど重要視されていなかったが、特に1869年のスエズ運河開通後、その優れた港はイギリス人にとって貴重な資産になった。島は、イギリスの地中海艦隊の本部である軍と海軍の要塞になった。
部分的に選出された立法評議会が早くも1849年に設立された。（1835年に英国統治下の最初の政府評議会が開催された）1921年まで内政自治はマルタ人に拒否され、地元住民はしばしばかなりの貧困に苦しんだが、1921年までマルタ人の自治は拒否された。これは、島が人口過密で、戦争の要求によって変化するイギリスの軍事費に大きく依存していたことに起因していた。19世紀を通じて、イギリス政権はいくつかの自由主義的な憲法改革を行ったが、教会と封建的特権にしがみつくことを好むマルタのエリートによって抵抗された。国民党のような政治組織は、マルタでのイタリア語の保護を目的のひとつとして設立された。
1813年、マルタはバサースト憲法を与えられ、1814年には、ペストからの解放を宣言し、1815年のウィーン会議では、1814年のパリ条約に基づくイギリスの支配が再確認された。1819年、地元のイタリア語圏の大学が解散した。
1828年、バチカン公国の聖域宣言を受け、聖域の権利が剥奪された。3年後、マルタ共和国教皇庁はパレルモ教皇庁から独立した。1839年、報道検閲が廃止され、セント・ポール英国国教会大聖堂の建設が始まった。
1846年のカーニバル暴動の後、1849年にイギリスの支配下で選挙で選ばれたメンバーからなる政府評議会が設立された。1870年、教会関係者の政府評議会への参加について国民投票が行われ、1881年には英国統治下の行政評議会が設置され、1887年には英国統治下の政府評議会に「二重支配」が委ねられた。しかし、1903年にその反動が起こり、1849年のイギリス統治下の政府評議会の形態に戻された。
世紀末の四半世紀は、ベル・エポックと同じように技術的、財政的な進歩が見られた。次の年には、アングロ・エジプト銀行の設立（1882年）、マルタ鉄道の開業（1883年）、1885年に最初の確定切手が発行され、1904年には路面電車の運行が始まった。1886年に外科医のデイヴィッド・ブルース少佐がマルタ熱の原因となる微生物を発見し、1905年にはテミストクレス・ザミットが熱の発生源を発見した。1912年に、ドゥンカームプサイラは、マルタ語で最初の詩を書いた。
1915年から1918年の第一次世界大戦中、収容された多数の負傷した兵士のために、マルタは地中海の看護師として知られるようになった。

### 戦間期のマルタ

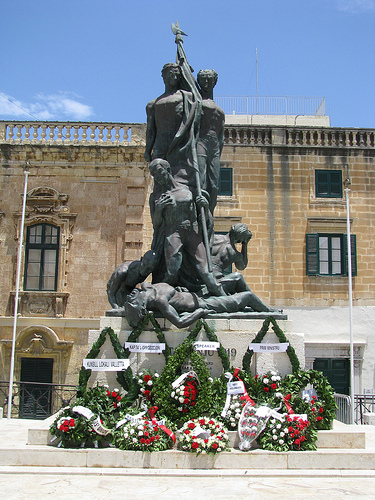
セッテジューニョ記念碑

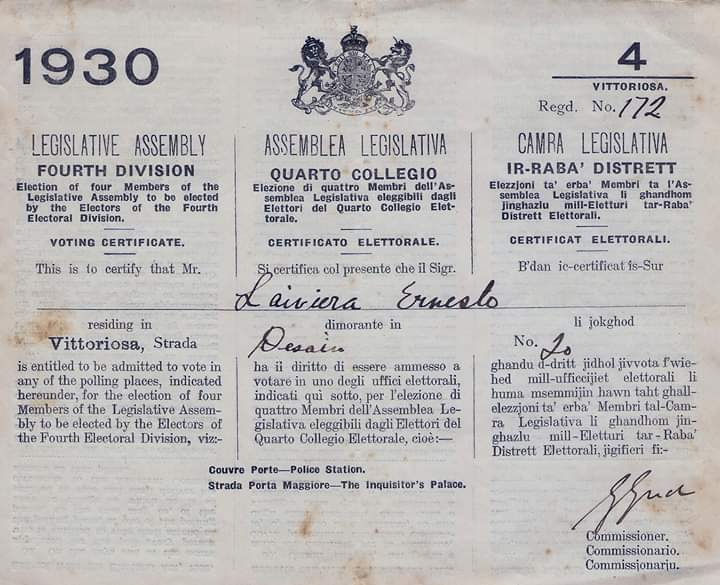
後に中止された1930年のマルタ共和国選挙におけるエルネスト・リヴィエラの投票書類

1919年、パンの高騰を巡るセッテ・ジュノ（6月7日）暴動が起こり、1920年代には地元の自治権が拡大した。フィリッポ・シベラスが国民議会を招集した後、1921年にイギリス統治下での自治が認められた。マルタは、上院（後に1949年に廃止）と選挙で選ばれた立法議会のある二院制の議会を得た。ジョセフ・ハワードが首相に指名された。1923年にマルタ賛歌が初めて公の場で演奏され、同じ年にフランシスコ・部はギール首相になり、1924年にはウゴ・ミフスッド卿、927年にサーによってジェラルド・ストリックランド卿が続いた。
1930年代は、マルタの政治エリート、マルタのカトリック教会、イギリス当局の関係が不安定な時期で、1921年憲法が2度中断された。最初は1930年から1932年にかけてで、政権を担っていた立憲民主党と教会の衝突と、その後、教会が立憲民主党とその同盟国の有権者に大罪を課し、自由で公正な選挙が不可能になったとイギリス当局が想定したときである。1933年、国民党政権の僅か13ヶ月後に、小学校でイタリア語を教えるための政府の予算投票を巡って、再び憲法が撤回された。 こうしてマルタは、1813年に保有していた王室植民地の地位に戻った。
イギリス人が到着する前は、1530年以降の公用語（および少数の教育を受けたエリートの1人）はイタリア語だったが、英語の使用が増えることでこれは格下げされた。1934年にマルタ語が公用語として宣言され、公用語は最大3つになった。2年後、1936年の憲法の特許状は、マルタ語と英語が唯一の公用語であると宣言し、それによって、半世紀以上にわたってマルタの政治を支配してきた長年の「言語問題」を合法的に解決した。1934年には、人口の約15％しかイタリア語を流暢に話すことができなかった。これは、法廷ではイタリア語しか使われていなかったので、年齢によって陪審員になる資格を得た58,000人の男性のうち、言語によって資格を得ることができたのは767人だけだということを意味する。
1936年に憲法が改正され、イギリス統治下の行政審議会委員の指名（1835年憲法と同様）が規定され、1939年には再びイギリス統治下の一部選挙による政府審議会の設置が規定された。

### 第二次世界大戦中のイギリス領マルタ

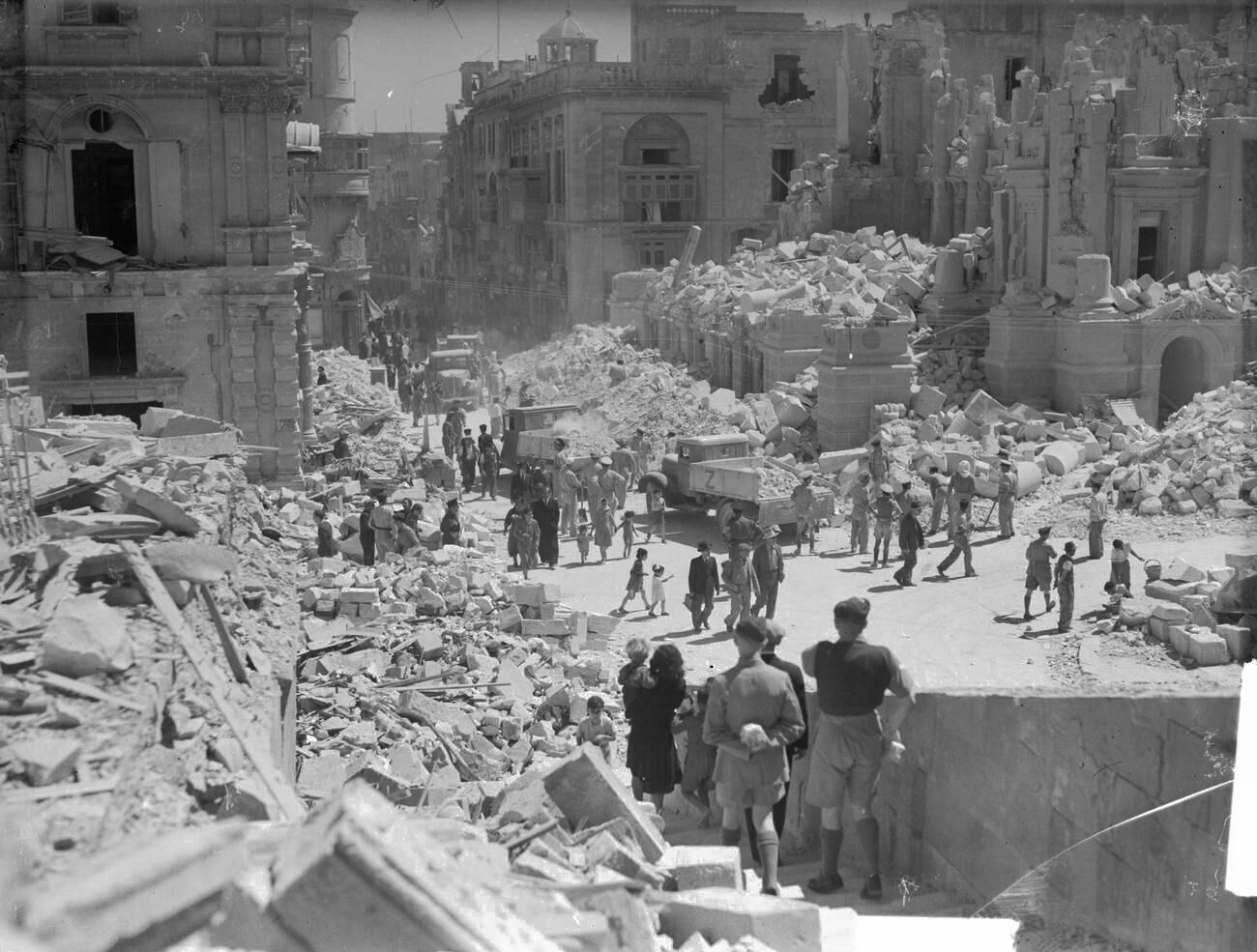
爆撃で大きな被害を受けたヴァレッタのストラーダ・レアーレで瓦礫を片付ける軍人や民間人（1942年5月1日）

第二次世界大戦前、バレッタはイギリス海軍の地中海艦隊の司令部が置かれていた。しかし、ウィンストン・チャーチルの反対にもかかわらず 、司令部はヨーロッパからの空襲の影響を受けすぎることを恐れ、1937年4月にエジプトのアレクサンドリアに移された。イタリアの宣戦布告時（1940年6月10日）、マルタには4千人未満の兵士の駐屯地があり、約30万人の人口に対して約5週間の食料が供給されていた。さらに、マルタの防空は約42門の対空砲（34門の「重」と8門の「軽」）と4機のグロスターグラディエーターで構成され、3人のパイロットが利用可能だった。英国の植民地であり、シチリア島と枢軸国の航路の近くに位置していたため、マルタはイタリアとドイツの空軍から砲撃された。マルタはイギリス海軍がイタリア海軍に攻撃を仕掛けるために使用し、マルタはイギリスがイタリア海軍に攻撃を仕掛けるのに使われ、潜水艦の基地もあった。また、エニグマのエニグマ通信を含むドイツの無線通信を読むための受信基地としても使われた。
マルタへの最初の空襲は1940年6月11日に起こり、その日は6回の攻撃があった。ルカ飛行場が未完成であったため、島の複葉機は防御できなかったが、7回目の攻撃までに飛行場は準備できた。当初、イタリア軍は約5500mで飛行していたが、その後、爆弾の照準の精度を上げるため3000mまで下降した。ジャーナリストのメイベル・ストリックランドは、イタリアの空爆をこう語っている。「イタリア軍は（グラディエーターと単装砲が）嫌いだと判断し、マルタの20マイル沖に爆弾を落として戻った。」この言葉にもかかわらず、イタリア爆撃機の精度は度重なる試みの後に向上し、マルタの軍事および民間インフラを大きくを破壊した。しかし、これらの空襲は枢軸国の包囲努力に対して効果がないことが証明され、発生した損害は、新しい爆撃機の波が島々に爆撃を開始する前に結局修復されたのである。8月末までに、グラディエーターはHMSアーガス経由で到着した12機のホーカーハリケーンによって強化された。 戦闘の最初の5か月の間に、島の航空機は約37機のイタリアの航空機を破壊または損傷したが、イタリア軍よりもさらに大きな損失を被った。イタリアの戦闘機パイロットであるフランシスコ・カヴァレラは、「マルタは我々にとって本当に大きな問題で、非常によく守られていた」と述べている 。それにもかかわらず、イタリアの爆撃作戦は、島のインフラと地中海で効果的に活動するイギリス海軍の能力に深刻な損害を与えていた

マルタでは開戦から1941年12月までに330人が死亡、297人が重症を負った。1941年1月、ドイツのアフリカ軍団がリビアに到着するのと同じタイミングで時にX. Fliegerkorpsがシチリアに到着した。その後の4ヶ月間で820人が死亡し、915人が重傷を負った。

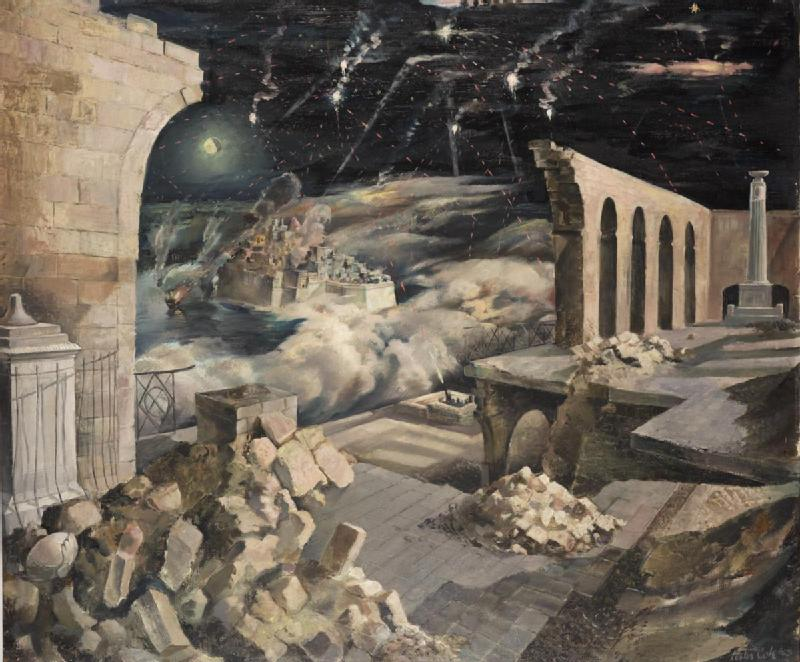
1943年に爆弾で被害を受けたアッパーバラッカガーデンズ

1942年4月15日、国王ジョージ6世は、「島の要塞マルタ-その人々と守備隊に」ジョージ・クロス（勇敢さに対する最高の民間賞）を授与した。 フランクリン・D・ルーズベルトは1943年12月8日に到着し、アメリカ国民を代表してマルタの人々にアメリカ大統領表彰状を贈呈した。彼は12月8日に巻物を贈ったが、象徴的な理由から12月7日の日付にした。その一部には次のように書かれていた。「空からの度重なる砲火の中、マルタは海の真ん中で一人、恐れずに立っていた。暗闇の中の小さな明るい炎-来たるべき晴れた日のための希望の光」(引用文の全文は現在、バレッタの町の広場の共和国通りにあるグランドマスターの宮殿の壁にあるプレートで掲示されている）。
1942年、コードネーム「ペデスタル作戦」と呼ばれる輸送船団がマルタを救援するために派遣された。タンカーSSオハイオを含む5隻の船は、マルタが生き残るのに十分な物資を積んで、グランド・ハーバーに到着することができた。翌年、フランクリン・D・ルーズベルトとウィンストン・チャーチルがマルタを訪れた。ジョージ6世もグランド・ハーバーに到着した。
第二次世界大戦中、ウゴ・ミフスッドとジョージ・ボルグ・オリヴィエは、マルタの国会議員の中で唯一残った国民党員だった。ウゴ・ミフスッドは、親イタリアの政治活動で告発されたエンリコ・ミッツィと49人の他のイタリア系マルタ人がウガンダの強制収容所に送還されたことに対して非常に情熱的に弁護した後、失神した。数日後、彼は亡くなった。
1943年、連合国はマルタからシチリア島への侵攻を開始した。侵攻はバレッタのラスカリス戦争室から調整された。 1943年後半のカッシビレ休戦後、イタリア海軍の大部分がマルタでイギリス軍に降伏した。
マルタ会談が1945年に開催され、チャーチルとルーズベルトはヤルタ会談の前にヨシフ・スターリンと会談した。
1946年の国会は、1947年に新憲法を制定した。これにより、ポール・ボッファが首相となり、マルタの自治が回復した。 1947年9月5日、マルタの女性の普通選挙権が付与され、アガサ・バーバラが女性初のマルタの国会議員に選出された。

### 自治から独立へ
第二次世界大戦後、島々は自治を達成したが、ドム・ミントフのマルタ労働党（MLP）はイギリスとの完全統合か「自決」（独立）を、ジョージ・ボルグ・オリビエの党（PN）はカナダ、オーストラリア、ニュージーランドと同じ「ドミニオン地位」での独立を希望した。
1953年の戴冠式事件（当初、エリザベス二世の戴冠式に出席するマルタの代表団に招待状が送られなかった事件）は、マルタの政治家を一時的に団結させた。1955年のMLPの選挙での勝利の後、12月にロンドンで、マルタの将来、すなわちミントフによって提案された統合案について、円卓会議が開催された。新しい首相ドム・ミントフ、ボルグ・オリビエ、および他のマルタの政治家、そして、英国の植民地大臣アラン・レノックス・ボイドが出席した。イギリス政府は、植民地事務所から内務省がマルタの問題を引き継ぎ、英国議会に3議席の島独自の代表権を提供することに合意した。この提案の下では、また、マルタ人は、島の主な雇用源であるイギリス国防省（MoD）によって保証される、イギリスとの社会的、経済的平等を持つことになった。
イギリス統合の国民投票は1956年2月11日と12日に行われ、77.02%の有権者がこの提案に賛成した。しかし国民党と教会によるボイコットのために、有権者の59.1％が投票しただけで、その結果結論がでないこととなった。
また、イギリスの国会議員からは、ウェストミンスターにおけるマルタの代表が他の植民地の前例となり、総選挙の結果に影響を与えるという懸念も表明されていた。

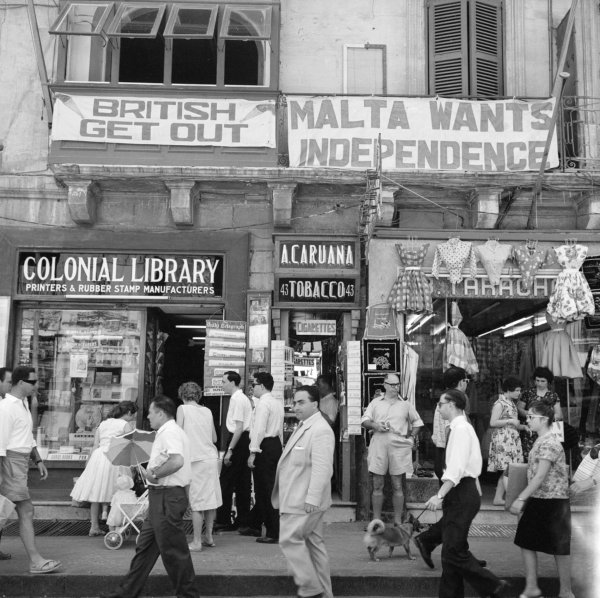
1950年代後半に反英国および親独立の兆候があるバレッタのマルタ労働党クラブ

さらに、英国海軍にとってのマルタの戦略的重要性が低下していたため、英国政府は海軍造船所の維持にますます消極的になっていた。造船所の40人の労働者を解雇するという提督の決定を受けて、ミントフは、「議会におけるマルタ人の代表は、英国政府に対する協定と義務にもはや拘束されないことを宣言する」と宣言した。(1958年のカラヴァッジョ事件）これに対し、植民地長官はミントフに電報を送り、彼が統合計画全体を「無謀に危険にさらした」と述べた。 
抗議を受けて、ドム・ミントフは1958年4月21日、MLPの全代議員とともに首相を辞職した。ジョルジオ・ボルグ・オリビエはレイコック知事から代替政権樹立を提案されたが、拒否した。これは、知事が非常事態を宣言し、憲法を停止させ、マルタはロンドンからの直接植民地行政の下に置かれることとなった。MLP は、ミントフの財政的保証の要求が受け入れられなかったため統合への支持を完全に放棄し、英国王室からの完全な独立を主張するようになった。1959年に制定された暫定憲法では、英国統治下の行政府が規定された。
フランスはその植民地で同様の政策を実施し、その一部は海外県になったが、英国からマルタに提供された地位は独特の例外となった。マルタは、英国との統合が真剣に検討された唯一の英国植民地であり、その後の英国政府は、ジブラルタルなどの残りの海外領土の統合を否定している。
1959年以降、マルタのイギリス人総督は、観光と税の競争を促進することに基づいた経済発展計画を追求し始め、イギリス人（「6ペニー入植者」と呼ばれる）や旧植民地の年金受給者を惹きつけるために、年金、ロイヤルティ、配当金に非常に低い税率を提示した。マルタでは、1967年以降、ローデシアからイギリス人が大量に流入してきた。
1961年、血盟委員会は、一定の自治を認め、マルタの「国家」を承認する新憲法を定めた。翌年、ストルパーの報告書が提出されたときにジョルジオ・ボーグ・オリヴィエが首相に就任した。

## 独立後のマルタ (1964年以降)

### 国民党政府 (1964–1971)

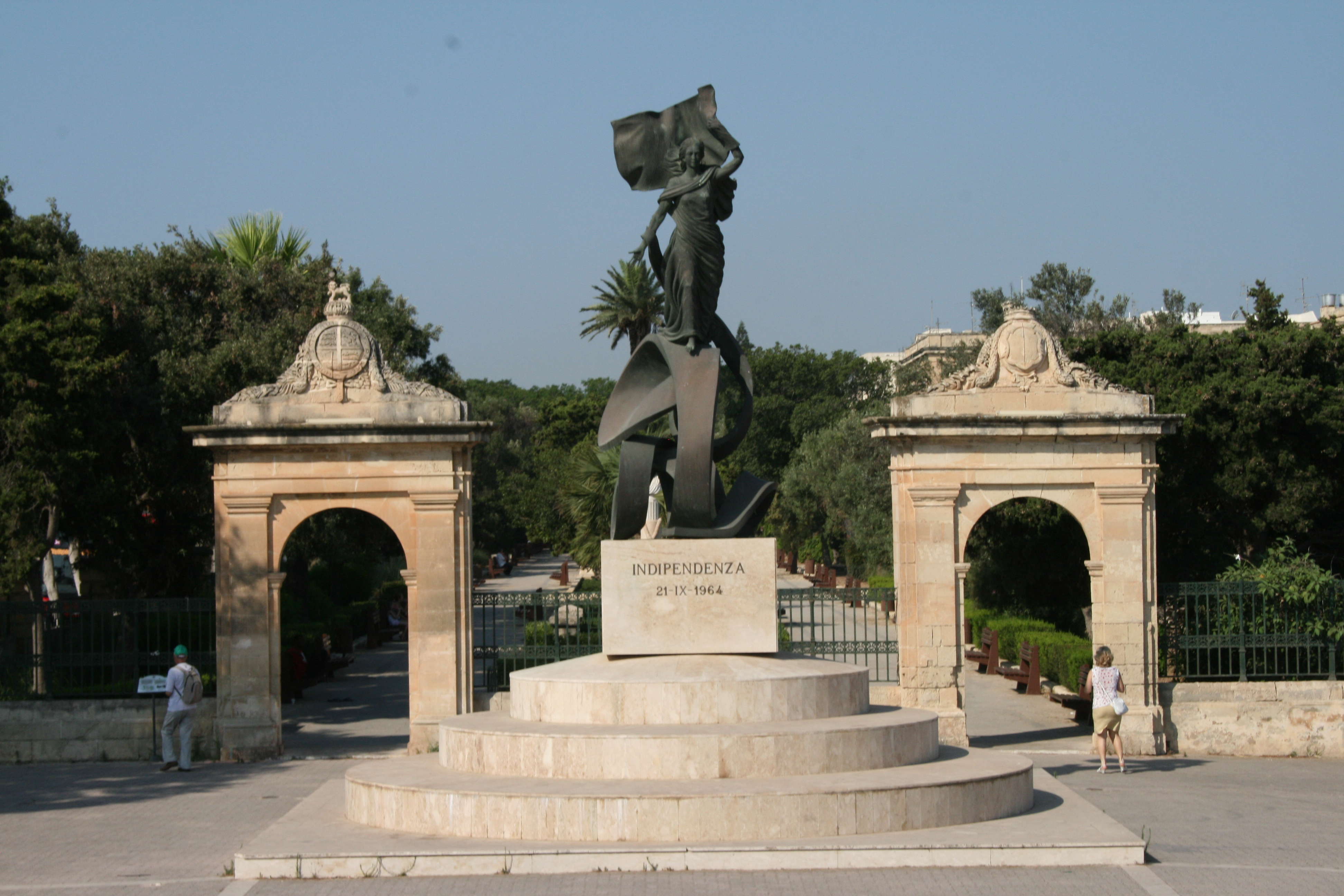
マルタの独立を記念した銅像　in Floriana

1964年9月21日、英国議会でマルタ独立法が可決され、国民投票で54.5%の有権者がマルタの新憲法を承認し、マルタが独立立憲君主国として成立し、エリザベス2世がマルタ女王と国家元首になった。この日は、毎年マルタの祝日である独立記念日として祝われ続けている。1964年12月1日に国際連合に加盟した。
独立後の最初の2回の選挙（1962年と1966年）では、国民党が最大政党として台頭し、議会の議席の過半数を獲得した。この時代、独立を確保し、ヨーロッパ大陸とのつながりを確立するために、イタリアとの関係は最も重要だった。1967年、アルド・モーロがマルタを訪問した際、マルタはイタリアと4つの協力協定に調印した。
1965年、マルタは欧州評議会に加盟し、1970年には欧州経済共同体との連合条約に調印した。

### 労働党政権 (1971–1987)

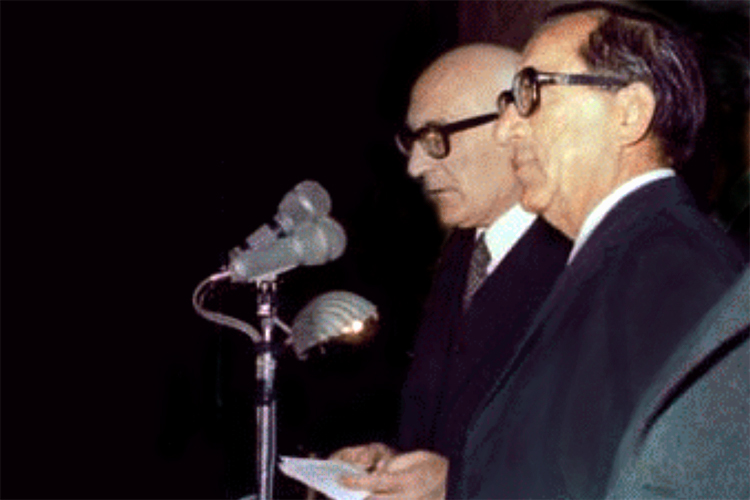
マルタ共和国宣言でのアンソニー・マモ大統領とドム・ミントフ首相(1974年12月13日)

1971年の選挙では、ドム・ミントフ率いる労働党（MLP）が400票強の差で勝利した。労働党政権は、直ちに独立後のイギリスとの軍事・財政協定の再交渉に着手した。また、国有化計画、公共部門と福祉国家の拡大にも着手した。雇用法は更新され、給与に男女平等が導入された。民法に関しては、市民結婚が導入され、同性愛と姦通が非犯罪化された（1973年）。1971年、殺人に対する死刑が廃止された。翌年、マルタはイタリアのアルド・モーロの仲介で、イギリスおよび他のNATO諸国と軍事基地協定を締結した。
一連の憲法改正により、マルタは1974年12月13日に共和国となり、最後の総督であったアンソニー・マモが初代大統領に就任した。翌年公布された共和国法は、マルタの全ての貴族の称号を廃止し、それらを認めないことを義務付けた。
1976年の選挙で、労働党は政権を維持した。1976年から1981年にかけて、マルタは困難な時期にあり、労働党政権は、マルタが直面していた困難を克服するために、マルタ人に緊縮を要求した。必需品の不足があり、水と電気の供給が週に2、3日、計画的に停止された。政治的緊張が高まり、特にブラックマンデーでは、首相暗殺未遂事件の後、タイムズ・オブ・マルタ紙の社屋が焼かれ、野党党首の家も襲撃された。

#### イギリスの影響力喪失とイタリア・リビアとの関係不安定化

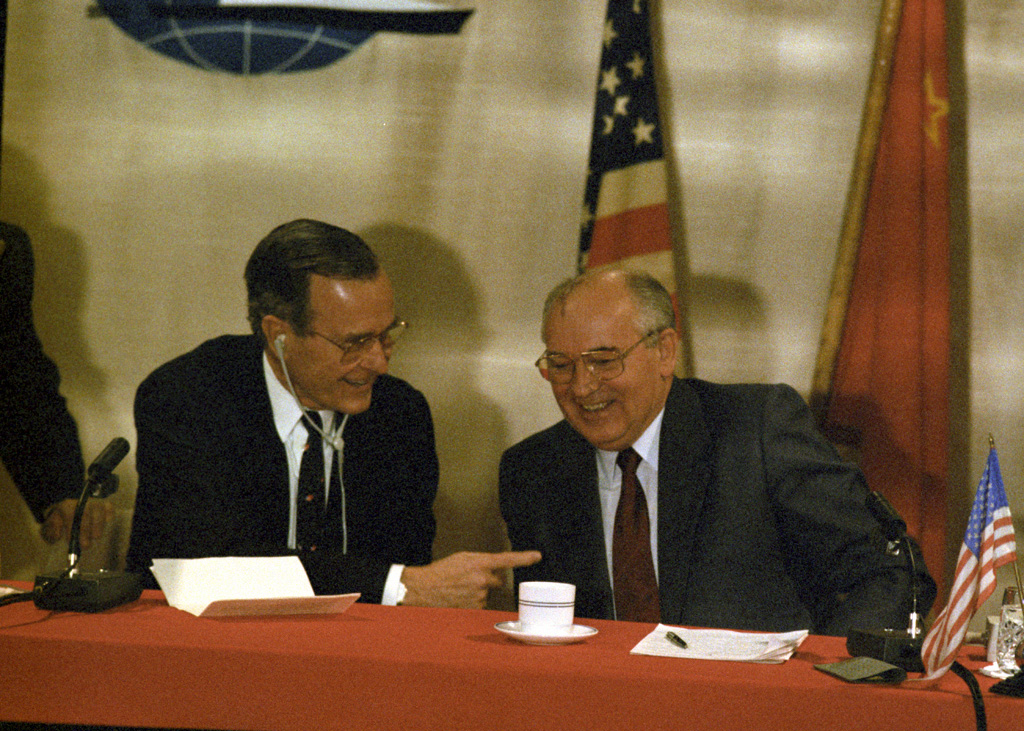
アメリカの大統領ジョージ・H・W・ブッシュとソ連の指導者ミハイル・ゴルバチョフの会談(1989年12月,バレッタ)

1979年4月1日、マルタ経済を安定させるための経済協定が終了し、最後のイギリス軍が島を去った。3月31日は自由の日（Jum Il-Ħelsien）として祝われた。お祝いは、フロリアーナの戦争記念館近くのセレモニーから始まる。この記念すべき日に行われる人気のイベントは、伝統的なレガッタである。レガッタはグランド・ハーバーで開催され、参加チームは憧れのレガッタシールドを手に入れるため、全力を尽くす。
ミントフ首相の時代、マルタはムアンマル・カダフィ率いるリビアと文化的、経済的に密接な関係を築き始め、北朝鮮とも外交的、軍事的関係を結んだ。ミントフ時代、リビアはマルタのイギリス軍基地の閉鎖に伴う賃貸収入の損失を補うために、マルタに数百万ドルを貸し付けた。リビアとの緊密な関係は、マルタの外交政策に劇的な新展開をもたらした（しかし、それは短期間であった）。欧米のメディアは、マルタがNATO、英国、ヨーロッパ一般に背を向けているように見えると報じた。イタリア系住民とカトリック系住民の間に断絶があるという考えを広め始め、代わりに北アフリカとの文化的・民族的結びつきがより強いという説を広めようとする歴史書が出版されたのである。この新しい展開について、ボワズヴァンは1991年に「労働党政権はNATOとの関係を断ち切り、アラブ世界とのつながりを模索した。900年もの間ヨーロッパとつながっていたマルタは、南を向き始めたのだ。海賊による残忍な攻撃でいまだ民間伝承の中に記憶されているイスラム教徒は、血のつながった兄弟として再定義されたのである。」と指摘している。
マルタとリビアは、カダフィが2国間のより緊密で正式な結合を繰り返し求めたので、友好協力条約を締結した。1984年、マルタのマリアム・アルバトール・モスクが、完成から2年後にムアンマル・カダフィによって正式に開館された。
1980年、マルタの南東68海里でマルタ政府に代わって掘削するようテキサコに委託されたイタリアの会社サイペムの石油掘削装置は、リビアの砲艦に脅かされた後、操業を停止せざるを得なかった。マルタとリビアはともにこの海域の経済的権利を主張しており、この事件は緊張を高めた。この問題は1982年に国際司法裁判所に付託されたが、1985年に出された判決は、争われた領域のごく一部の境界線を扱ったに過ぎなかった。
1980年、マルタはイタリアと中立協定を結び、マルタはいかなる同盟も結ばず、イタリアはマルタの中立を保証することに同意した。マルタとイタリアの関係は、「概して良好」と言われている。

#### 1980年代の憲法危機

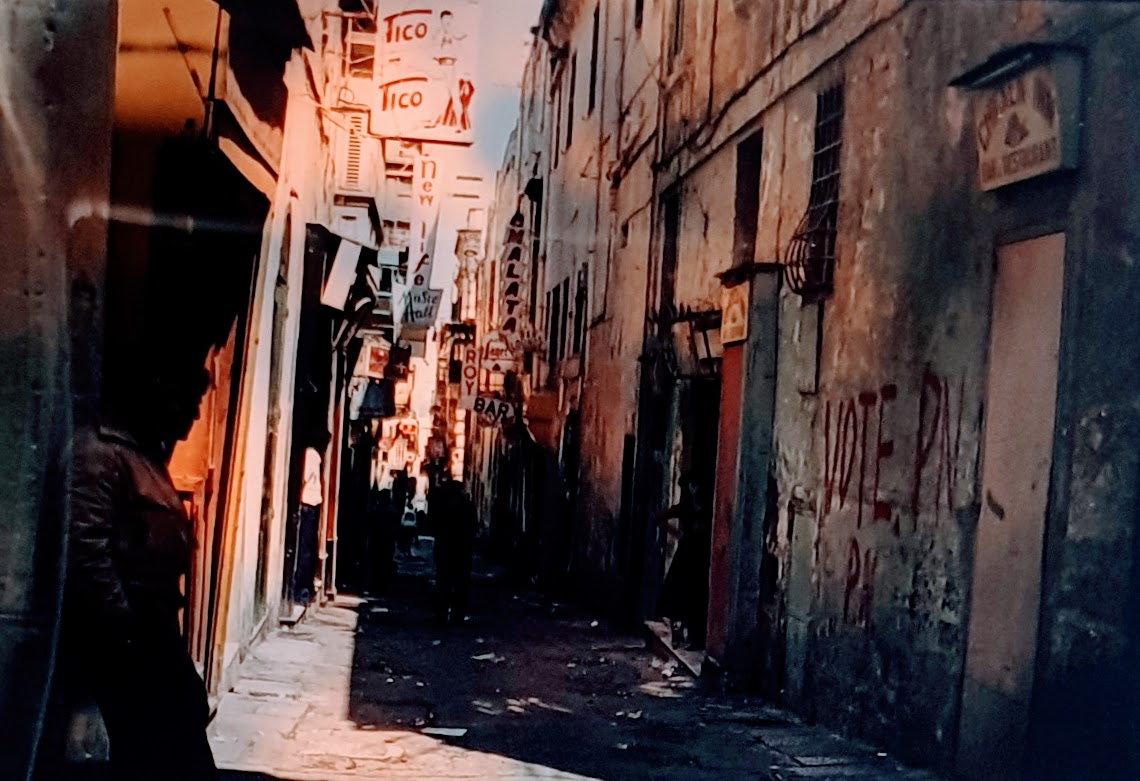
A "Vote PN" graffiti in Strait street, 1980年バレッタ

1981年の総選挙では、国民党（NP）が絶対多数を獲得したにもかかわらず、単一移譲式投票の下で労働党が議会の過半数を獲得し、ミントフが首相にとどまり、政治的危機を招いた。エドワルド・フェネク・アダミが率いる国民党は選挙結果を受け入れず、立法府の最初の数年間は議席を取らず、議会は国民の民主的意思を反映すべきであると要求するキャンペーンを展開した。しかし、労働党政権は5年間任期を全うした。1984年、ミントフは首相と党首を辞任し、カルメヌ・ミフスド・ボンニチを後継者に指名した。
ミフスド・ボンニチの時代は、政治的緊張と暴力に特徴づけられた時代だった。5年にわたる議論の末、フェネク・アダミは、ドム・ミントフの仲介で、カルメヌ・ミフスド・ボニチと憲法を改善することで合意に達した。憲法改正は投票により決定され、1987年1月に発効した。この改正により、絶対多数の票を得た政党が政権を担うために議会の議席の過半数を獲得することが保証されたのである。これにより、同年末に国民党が政権に復帰する道が開かれた。

### EU加盟へ (1987–2004)

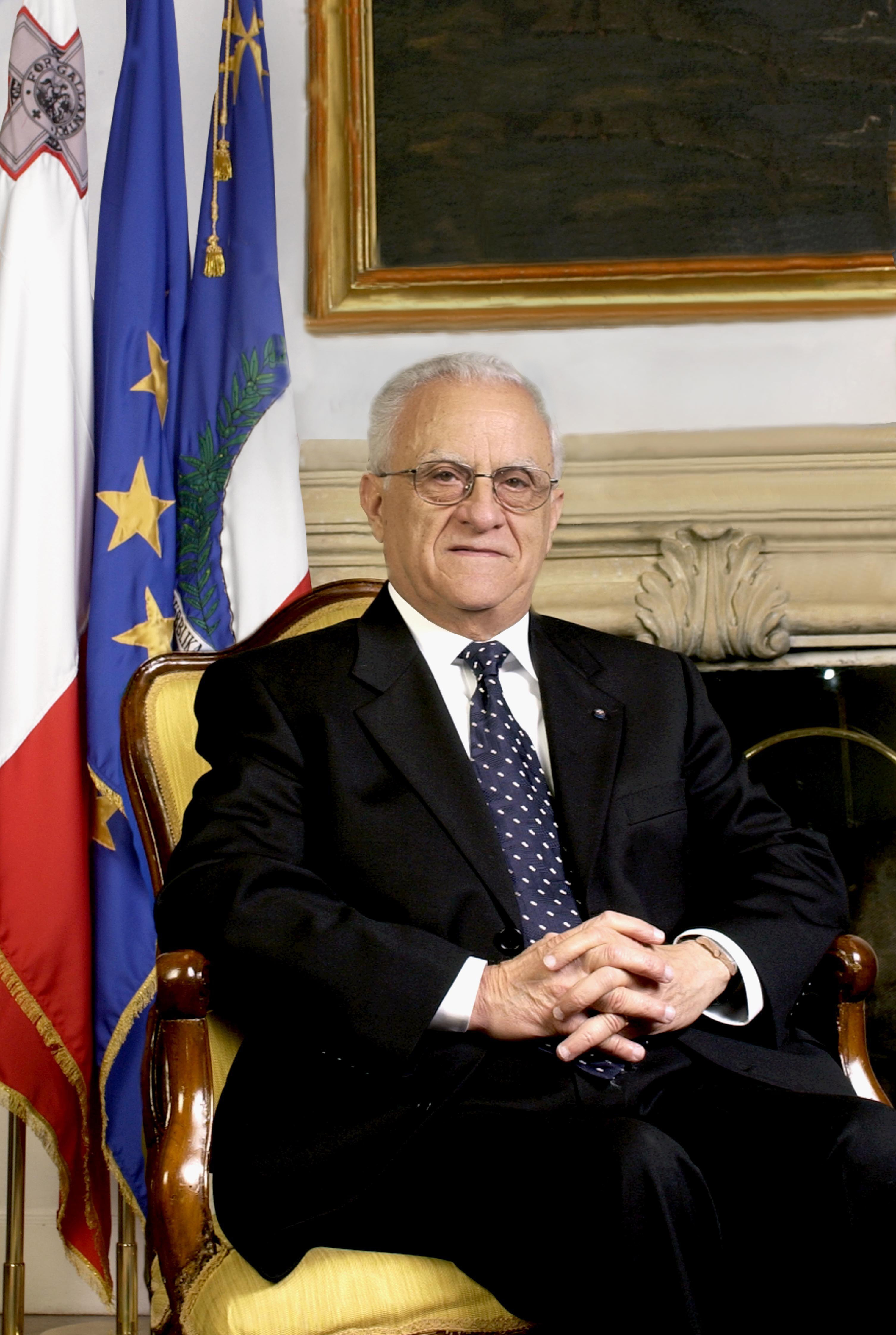
エドワルド・フェネク・アダミ (首相:1987-96,1998-2004、大統領:2004-2009)

1987年に行われた総選挙では、国民党が過半数を獲得した。エドワルド・フェネク・アダミの国民党新政権は、マルタと西ヨーロッパやアメリカとの関係を改善しようと努めた。国民党は、マルタのEUへの加盟を提唱し、1990年7月16日に申請書を提出した。労働党が加盟に反対し問題となった。
自由化と公共投資の広範なプログラムにより、1992年の選挙では国民党が過半数を獲得し、政権を維持した。1993年、マルタでは地方議会が再確立された。
1996年10月26日にマルタで総選挙が行われ、労働党が最も多くの票を獲得したが、国民党が最も多くの議席を獲得した。憲法改正は2度目となり、労働党は議会で過半数を確保するために4議席を追加で獲得した。その後、マルタのEU申請は凍結された。1998年、サント首相とミントフ前首相の間で労働党が分裂し、政権は過半数を失った。共和国大統領が交渉による解決を望んだにもかかわらず、すべての試みは無駄に終わり、大統領はサントとその政府の辞任と早期選挙の要請を受け入れる以外に選択肢がなくなった。
1998年の選挙で1万3千票の大差をつけて政権に復帰した国民党は、EU加盟の申請を再開した。1999年12月のヘルシンキ欧州理事会で、マルタは正式に加盟候補国として承認された。2000年には、マルタの軍法から死刑も廃止された。
EU加盟交渉は2002年末に終了し、2003年の加盟に関する国民投票では、90.86%が有効票を投じ、そのうち53.65%が「賛成」票であった。 労働党は、同年の総選挙で政権に復帰した場合、この結果に拘束されないと表明しています。その結果、選挙が行われ、国民党が再び政権を獲得し、ローレンス・ゴンジが首相に選出された。加盟条約は署名され、批准され、マルタは2004年5月1日にEUに加盟した。その後、労働党はこの結果を尊重するとして、加盟に関するコンセンサスを得た。ジョー・ボルグが、第一次バローゾ委員会で、マルタ人初の欧州委員会の委員に任命された。

### EUでのマルタ (2004–)
2004年のマルタのEU加盟は、マルタの外交政策に重要な影響を与えた。特に、マルタは1971年以来活発なメンバーであった非同盟運動から脱退することを要求された。

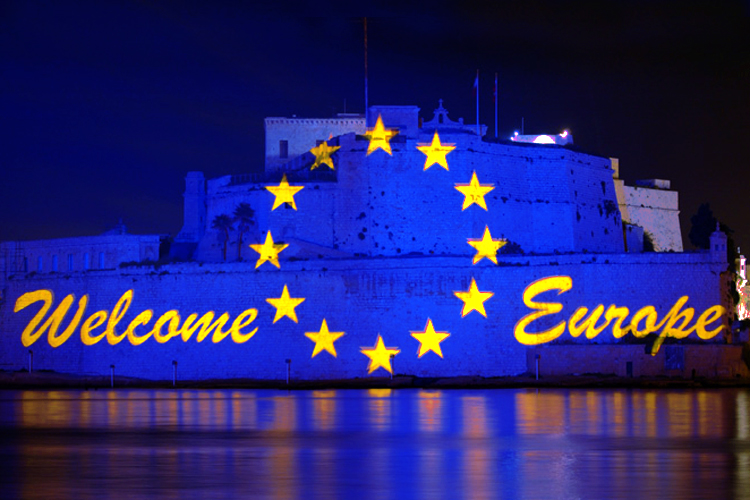
2004年のマルタのEU加盟を記念した聖アンジェロ砦での祝賀会

EU加盟に伴い、マルタは2008年1月1日にユーロ圏に加盟した。2008年の選挙でゴンジの首相就任が確定し、2009年にはジョージ・アベーラがマルタの大統領に就任した。
2011年5月28日、協議離婚の国民投票で賛成が多数となった。当時、マルタはフィリピンとバチカン市国と並んで、離婚が認められていない世界でたった3つの国のうちの1つだった。国民投票の結果を受けて、同年、一定の条件下で離婚を認める法律が制定された。
2012年、汚職事件によりジョン・ダッリは辞任し、後任にトニオ・ボルグがマルタ共和国総監に就任した。ゴンジ政権が議会の過半数を失ったため、2013年3月に臨時選挙が招集され、ジョゼフ・ムスカットが首相に選出された。
2019年4月、議会はマリールイーズ・コレイロ・プレカの後任として、ジョージ・ヴェラを第10代マルタ共和国大統領に選出した。
2017年10月16日、マルタのジャーナリストで反腐敗活動家のダフネ・カルーアナ・ガリジアが、ビドニージャの住居近くで自動車爆弾で暗殺された。彼女の殺害は、労働党政権と島の司法制度への批判を巻き起こした。ジョセフ・マスカットの側近同士の関与の証拠とヨルゲン・フェネックの逮捕を受け、島々での長期にわたる抗議行動と国際的な批判が、2019-2020年の政治危機を促進させたのである。その結果、ジョセフ・マスカット首相、コンラッド・ミジ大臣、キース・シェンブリ首相首席補佐官が辞任することになった。2020年1月11日に行われたマルタ労働党内の選挙で、ロベルト・アベーラが党首、そしてマルタの首相に選出された。